# Llista de topònims de Torà
Llista de topònims (noms propis de lloc) del municipi de Torà, al Solsonès
Informació actualitzada per un bot. Els canvis manuals es perdran quan s'actualitzi!

## aqüeducte
| imatge | Nom                   | Ubicat a | instància de    | Detalls                                                              | coordenades | Protecció                   | Commons (més fotos)    | Dades a WD                    |
| ------ | --------------------- | -------- | --------------- | -------------------------------------------------------------------- | --- | --------------------------- | ---------------------- | ----------------------------- |
|        | Aqüeducte de la Vila  | Torà     | aqüeducte túnel | Estil: arquitectura popular                                          | 41° 48′ 47″ N, 1° 24′ 33″ E / 41.813127777778°N,1.4092638888889°E ca:Les Casetes - camí dels Horts 435 msnm                | bé cultural d'interès local | Aqüeducte de la Vila   | Modifica les dades a Wikidata |
|        | Aqüeducte dels Frares | Torà     | aqüeducte pont  | Estil: arquitectura popular 18th century Estat: parcialment destruït | 41° 48′ 44″ N, 1° 24′ 35″ E / 41.812313888889°N,1.4097444444444°E ca:A 100 m de la ctra. LV-3005 direcció Solsona 442 msnm | bé cultural d'interès local | Aqüeducte dels Frares  | Modifica les dades a Wikidata |
|        | Pont del Diable       | Torà     | aqüeducte pont  | Estil: arquitectura popular Travessa: torrent Anomenat per: dimoni   | 41° 48′ 29″ N, 1° 22′ 53″ E / 41.807994444444°N,1.3814111111111°E 433 msnm                                                 | bé cultural d'interès local | Pont del Diable (Torà) | Modifica les dades a Wikidata |

## cabana
| imatge | Nom                                     | Ubicat a | instància de    | Detalls                                     | coordenades                                                                                      | Protecció | Commons (més fotos)                     | Dades a WD                    |
| ------ | --------------------------------------- | -------- | --------------- | ------------------------------------------- | ------------------------------------------------------------------------------------------------ | --------- | --------------------------------------- | ----------------------------- |
|        | Cabana Petita                           | Fontanet | cabana          | Estat: no localitzat, possiblement destruït | 41° 49′ 44″ N, 1° 26′ 36″ E / 41.8290270693065°N,1.44322185692198°E                              |           |                                         | Modifica les dades a Wikidata |
|        | Paller Torina                           | Claret   | cabana pallissa |                                             | 41° 49′ 11″ N, 1° 27′ 18″ E / 41.8196757695038°N,1.45504322229613°E 632 msnm                     |           | Paller Torina                           | Modifica les dades a Wikidata |
|        | cabana de Cal Ramonet                   | Torà     | cabana          |                                             | 41° 48′ 47″ N, 1° 23′ 23″ E / 41.8129515685737°N,1.38974872818743°E ca:els Camparells 425 msnm   |           | Cabana de cal Ramonet                   | Modifica les dades a Wikidata |
|        | cabana de Cal Sala                      | Torà     | cabana          |                                             | 41° 48′ 40″ N, 1° 23′ 30″ E / 41.8111065164342°N,1.39176928733801°E ca:els Camparells 432 msnm   |           | Cabana de cal Sala                      | Modifica les dades a Wikidata |
|        | cabana de Ramona Viles                  | Torà     | cabana          | Estat: ruïnós                               | 41° 48′ 16″ N, 1° 26′ 01″ E / 41.8045258495027°N,1.43370378718695°E ca:les Valls 477 msnm        |           | Cabana de Ramona Viles                  | Modifica les dades a Wikidata |
|        | cabana del Bagà (Enconills)             | Torà     | cabana          |                                             | 41° 47′ 25″ N, 1° 24′ 28″ E / 41.790216°N,1.407639°E ca:els Enconills 491 msnm                   |           | Cabana del Bagà (Enconills)             | Modifica les dades a Wikidata |
|        | cabana del Balaguer                     | Torà     | cabana          | Estat: ruïnós                               | 41° 47′ 25″ N, 1° 22′ 19″ E / 41.7902382818772°N,1.37195241732899°E 529 msnm                     |           | Cabana del Balaguer                     | Modifica les dades a Wikidata |
|        | cabana del Farguell (Plans de Fontanet) | Torà     | cabana          |                                             | 41° 48′ 04″ N, 1° 24′ 25″ E / 41.801011°N,1.407008°E ca:Plans de Fontanet 441 msnm               |           | Cabana del Farguell (Plans de Fontanet) | Modifica les dades a Wikidata |
|        | cabana del Farguell (les Valls)         | Torà     | cabana          | Estat: parcialment destruït                 | 41° 48′ 18″ N, 1° 25′ 34″ E / 41.804955°N,1.426242°E ca:les Valls 461 msnm                       |           | Cabana del Farguell (les Valls)         | Modifica les dades a Wikidata |
|        | cabana del Florèncio                    | Torà     | cabana          |                                             | 41° 47′ 15″ N, 1° 22′ 26″ E / 41.7873820893766°N,1.37378169202687°E 521 msnm                     |           | Cabana del Florèncio                    | Modifica les dades a Wikidata |
|        | cabana del Font                         | Torà     | cabana          |                                             | 41° 47′ 35″ N, 1° 25′ 01″ E / 41.7930924666376°N,1.41698839367364°E 457 msnm                     |           |                                         | Modifica les dades a Wikidata |
|        | cabana del Guitart                      | Torà     | cabana          |                                             | 41° 48′ 14″ N, 1° 26′ 12″ E / 41.8039270895799°N,1.43669159455498°E ca:les Valls 476 msnm        |           | Cabana del Guitart                      | Modifica les dades a Wikidata |
|        | cabana del Junyent                      | Torà     | cabana          |                                             | 41° 48′ 09″ N, 1° 24′ 22″ E / 41.802371877379°N,1.40610719518151°E ca:Plans de Fontanet 437 msnm |           | Cabana del Junyent                      | Modifica les dades a Wikidata |
|        | cabana del Magí                         | Torà     | cabana          | Estat: en perill                            | 41° 47′ 32″ N, 1° 22′ 16″ E / 41.7923511319173°N,1.37105648151631°E 537 msnm                     |           | Cabana del Magí                         | Modifica les dades a Wikidata |
|        | cabana del Mas Nou                      | Torà     | cabana          |                                             | 41° 48′ 31″ N, 1° 24′ 44″ E / 41.8086717968443°N,1.41227106241673°E ca:les Valls 454 msnm        |           | Cabana del Mas Nou                      | Modifica les dades a Wikidata |
|        | cabana del Molins                       | Torà     | cabana          |                                             | 41° 48′ 05″ N, 1° 24′ 25″ E / 41.801474211289°N,1.40697202627269°E ca:Plans de Fontanet 440 msnm |           | Cabana del Molins                       | Modifica les dades a Wikidata |
|        | cabana del Peretó                       | Torà     | cabana          |                                             | 41° 49′ 30″ N, 1° 26′ 38″ E / 41.8250746168904°N,1.44399194282138°E 541 msnm                     |           | Cabana del Peretó (Claret)              | Modifica les dades a Wikidata |
|        | cabana del Pla                          | Torà     | cabana          |                                             | 41° 48′ 35″ N, 1° 23′ 46″ E / 41.8096541912021°N,1.396115361767°E 428 msnm                       |           | Cabana del Pla                          | Modifica les dades a Wikidata |
|        | cabana del Roig                         | Torà     | cabana          | Estat: parcialment destruït                 | 41° 47′ 27″ N, 1° 22′ 27″ E / 41.7909095584154°N,1.37419798019253°E 524 msnm                     |           | Cabana del Roig                         | Modifica les dades a Wikidata |
|        | cabana del Roser Xic                    | Torà     | cabana          |                                             | 41° 47′ 34″ N, 1° 22′ 43″ E / 41.7928795011335°N,1.37848086886463°E 517 msnm                     |           | Cabana del Roser Xic                    | Modifica les dades a Wikidata |
|        | cabana del Sunyer                       | Torà     | cabana          |                                             | 41° 47′ 59″ N, 1° 25′ 06″ E / 41.7997216246479°N,1.41831774550951°E ca:els Apis 473 msnm         |           | Cabana del Sunyer                       | Modifica les dades a Wikidata |
|        | cabana del Vilaprinyó                   | Torà     | cabana          |                                             | 41° 48′ 15″ N, 1° 25′ 23″ E / 41.8040631763036°N,1.42292958898781°E ca:les Valls 472 msnm        |           | Cabana del Vilaprinyó                   | Modifica les dades a Wikidata |
|        | caseta del Sauner                       | Torà     | cabana          | Estat: ruïnós                               | 41° 48′ 11″ N, 1° 23′ 38″ E / 41.8030740525747°N,1.39379985879589°E 449 msnm                     |           | Caseta del Sauner                       | Modifica les dades a Wikidata |
|        | cobert del Carló                        | Torà     | cabana          | Estat: enderrocat o destruït                | 41° 48′ 06″ N, 1° 23′ 42″ E / 41.8015786335603°N,1.39506497418798°E ca:els Moriquers 454 msnm    |           | Cobert del Carló                        | Modifica les dades a Wikidata |
|        | era de l'Antònio                        | Torà     | cabana          |                                             | 41° 47′ 45″ N, 1° 21′ 51″ E / 41.7959090120902°N,1.36410597208366°E 509 msnm                     |           |                                         | Modifica les dades a Wikidata |
|        | era del Ferrer                          | Claret   | cabana          |                                             | 41° 49′ 11″ N, 1° 28′ 00″ E / 41.819850891492°N,1.46676629696626°E 650 msnm                      |           | Era del Ferrer                          | Modifica les dades a Wikidata |
|        | era del Ferreric                        | Claret   | cabana          |                                             | 41° 49′ 08″ N, 1° 27′ 51″ E / 41.8189778412306°N,1.46411420852133°E 653 msnm                     |           | Era del Ferreric                        | Modifica les dades a Wikidata |
|        | era del Martri                          | l'Aguda  | cabana          |                                             | 41° 49′ 09″ N, 1° 24′ 01″ E / 41.8191077179507°N,1.40039449397769°E 602 msnm                     |           |                                         | Modifica les dades a Wikidata |
|        | la Barraca (Llanera)                    | Llanera  | cabana          |                                             | 41° 54′ 03″ N, 1° 29′ 56″ E / 41.900810643541°N,1.49880322853554°E 806 msnm                      |           |                                         | Modifica les dades a Wikidata |
|        | pallissa del Carulla                    | Torà     | cabana          |                                             | 41° 48′ 39″ N, 1° 24′ 51″ E / 41.8107513662562°N,1.41415791257711°E 458 msnm                     |           | Pallissa del Carulla                    | Modifica les dades a Wikidata |

## cabana de volta
| imatge | Nom                            | Ubicat a | instància de          | Detalls                                                          | coordenades                                                                              | Protecció                                  | Commons (més fotos)             | Dades a WD                    |
| ------ | ------------------------------ | -------- | --------------------- | ---------------------------------------------------------------- | ---------------------------------------------------------------------------------------- | ------------------------------------------ | ------------------------------- | ----------------------------- |
|        | cabana de Can Garriga          | Torà     | cabana de volta       | Estat: parcialment destruït                                      | 41° 48′ 22″ N, 1° 23′ 51″ E / 41.806045627499°N,1.39762583757653°E ca:La Mina 432 msnm   |                                            | Cabana del Can Garriga          | Modifica les dades a Wikidata |
|        | cabana de l'Espardenyer        | Torà     | cabana de volta       |                                                                  | 41° 49′ 13″ N, 1° 23′ 41″ E / 41.820224°N,1.394783°E ca:l'Aguda 559 msnm                 |                                            | Cabana de l'Espardenyer         | Modifica les dades a Wikidata |
|        | cabana de l'Isidre de Bellera  | Torà     | cabana de volta       | Estat: ruïnós                                                    | 41° 48′ 03″ N, 1° 22′ 12″ E / 41.80071°N,1.370108°E ca:Pompúries 524 msnm                |                                            | Cabana de l'Isidre de Bellera   | Modifica les dades a Wikidata |
|        | cabana de la bassa del Martri  | Torà     | cabana de volta       | Estat: parcialment destruït                                      | 41° 49′ 13″ N, 1° 24′ 02″ E / 41.820197°N,1.400621°E ca:l'Aguda 590 msnm                 |                                            | Cabana de la bassa del Martri   | Modifica les dades a Wikidata |
|        | cabana de la torre dels oriols | Torà     | cabana de volta       | Estat: en perill                                                 | 41° 50′ 00″ N, 1° 28′ 17″ E / 41.833422°N,1.471503°E ca:Claret 609 msnm                  |                                            | Cabana de la torre dels oriols  | Modifica les dades a Wikidata |
|        | cabana de la vinya del Solà    | Torà     | cabana de volta       | 1882 Alt: 3m                                                     | 41° 49′ 49″ N, 1° 25′ 39″ E / 41.830259°N,1.427387°E ca:Fontanet 536 msnm                |                                            | Cabana de la vinya del Solà     | Modifica les dades a Wikidata |
|        | cabana de volta de Cal Millet  | Fontanet | cabana de volta cup   | Estil: arquitectura popular Estat: parcialment destruït          | 41° 50′ 06″ N, 1° 24′ 50″ E / 41.834884°N,1.413751°E ca:Puig-redon 517 msnm              | bé integrant del patrimoni cultural català | Cabana de volta de cal Millet   | Modifica les dades a Wikidata |
|        | cabana del Bagà (Empalous)     | Torà     | cabana de volta       | Estat: parcialment destruït Llarg: 5.45m Ample: 3.5m Alt: 2.35m  | 41° 47′ 35″ N, 1° 22′ 58″ E / 41.793177°N,1.382726°E ca:Empalous 499 msnm                |                                            | Cabana del Bagà (Empalous)      | Modifica les dades a Wikidata |
|        | cabana del Bep                 | Torà     | cabana de volta       | Estat: parcialment destruït Llarg: 3.8m Ample: 2.8m Alt: 2m      | 41° 47′ 29″ N, 1° 24′ 30″ E / 41.791486°N,1.408337°E ca:Enconills 490 msnm               |                                            | Cabana del Bep (Enconills)      | Modifica les dades a Wikidata |
|        | cabana del Biel                | Torà     | cabana de volta       | Llarg: 3.5m Ample: 2.4m Alt: 1.9m                                | 41° 47′ 06″ N, 1° 22′ 24″ E / 41.785109°N,1.373452°E ca:Empalous 525 msnm                |                                            | Cabana del Biel                 | Modifica les dades a Wikidata |
|        | cabana del Bisbe               | Torà     | cabana de volta       | Estat: parcialment destruït Llarg: 4.1m Ample: 2.55m Alt: 2m     | 41° 48′ 08″ N, 1° 22′ 14″ E / 41.802156°N,1.370508°E ca:Pompúries 525 msnm               |                                            | Cabana del Bisbe                | Modifica les dades a Wikidata |
|        | cabana del Carló               | Torà     | cabana de volta       | Estat: parcialment destruït Llarg: 3.75m Ample: 2.95m Alt: 1.95m | 41° 47′ 27″ N, 1° 22′ 50″ E / 41.790746°N,1.380555°E ca:Empalous 508 msnm                |                                            | Cabana del Carló                | Modifica les dades a Wikidata |
|        | cabana del Casetà              | Torà     | cabana de volta       | Estat: en perill Llarg: 4.35m Ample: 2.55m Alt: 2m               | 41° 48′ 15″ N, 1° 26′ 20″ E / 41.804227°N,1.438914°E ca:les Valls 480 msnm               |                                            | Cabana del Casetà               | Modifica les dades a Wikidata |
|        | cabana del Coberó de l'Aguda   | Torà     | cabana de volta       | Llarg: 4.7m Ample: 3.2m Alt: 2.4m                                | 41° 49′ 32″ N, 1° 23′ 52″ E / 41.825596°N,1.397805°E ca:l'Aguda 609 msnm                 |                                            | Cabana del Coberó de l'Aguda    | Modifica les dades a Wikidata |
|        | cabana del Fani                | Torà     | cabana de volta       | Llarg: 3.4m Ample: 2.6m Alt: 1.8m                                | 41° 47′ 15″ N, 1° 22′ 52″ E / 41.787499°N,1.381139°E ca:Empalous 520 msnm                |                                            | Cabana del Fani                 | Modifica les dades a Wikidata |
|        | cabana del Farguell            | Torà     | cabana de volta       |                                                                  | 41° 47′ 58″ N, 1° 23′ 41″ E / 41.799523°N,1.394623°E ca:Tossal de la Morera 460 msnm     |                                            | Cabana del Farguell (Moriquers) | Modifica les dades a Wikidata |
|        | cabana del Federico            | Torà     | cabana de volta       | Llarg: 4.1m Ample: 2.9m Alt: 2m                                  | 41° 47′ 41″ N, 1° 22′ 46″ E / 41.79469°N,1.379482°E ca:Empalous 522 msnm                 |                                            | Cabana del Federico             | Modifica les dades a Wikidata |
|        | cabana del Garriga             | l'Aguda  | cabana de volta       | Llarg: 3.95m Ample: 2.3m Alt: 2.2m                               | 41° 49′ 07″ N, 1° 23′ 55″ E / 41.818617°N,1.398599°E ca:l'Aguda 545 msnm                 |                                            | Cabana del Garriga              | Modifica les dades a Wikidata |
|        | cabana del Llúcio              | Torà     | cabana de volta       |                                                                  | 41° 47′ 11″ N, 1° 22′ 16″ E / 41.786317°N,1.37118°E ca:Empalous 530 msnm                 |                                            | Cabana del Llucio               | Modifica les dades a Wikidata |
|        | cabana del Me                  | Torà     | cabana de volta       | Estat: ruïnós Llarg: 5m Ample: 2.6m Alt: 1.8m                    | 41° 48′ 29″ N, 1° 22′ 49″ E / 41.808175°N,1.380402°E ca:Solibernats 433 msnm             |                                            | Cabana del Me                   | Modifica les dades a Wikidata |
|        | cabana del Meixic              | Torà     | cabana de volta       | Estat: parcialment destruït Llarg: 2.9m Ample: 2.35m Alt: 1.95m  | 41° 48′ 20″ N, 1° 25′ 13″ E / 41.805616°N,1.420187°E ca:les Valls 460 msnm               |                                            | Cabana del Meixic               | Modifica les dades a Wikidata |
|        | cabana del Millet              | l'Aguda  | cabana de volta       | Estat: parcialment destruït Llarg: 4m Ample: 2.1m Alt: 2.1m      | 41° 49′ 25″ N, 1° 24′ 06″ E / 41.823714°N,1.401616°E ca:l'Aguda 578 msnm                 |                                            | Cabana del Millet               | Modifica les dades a Wikidata |
|        | cabana del Miramunt            | l'Aguda  | cabana de volta       | Llarg: 4.5m Ample: 3.2m Alt: 2m                                  | 41° 49′ 23″ N, 1° 23′ 51″ E / 41.822948°N,1.397379°E ca:l'Aguda 582 msnm                 |                                            | Cabana del Miramunt (l'Aguda)   | Modifica les dades a Wikidata |
|        | cabana del Parrot (l'Aguda)    | Torà     | cabana de volta       | Estat: en perill Llarg: 3.6m Ample: 2.4m Alt: 2.55m              | 41° 49′ 19″ N, 1° 23′ 24″ E / 41.821862°N,1.390063°E ca:l'Aguda 520 msnm                 |                                            | Cabana del Parrot (l'Aguda)     | Modifica les dades a Wikidata |
|        | cabana del Peretó (Enconills)  | Torà     | cabana de volta       | Estat: parcialment destruït Llarg: 3.9m Ample: 2.4m Alt: 1.8m    | 41° 47′ 30″ N, 1° 24′ 21″ E / 41.79176°N,1.405946°E ca:Enconills 474 msnm                |                                            | Cabana del Peretó (Enconills)   | Modifica les dades a Wikidata |
|        | cabana del Ramellà             | Torà     | cabana de volta       | Llarg: 3.6m Ample: 2.65m Alt: 2.25m                              | 41° 48′ 35″ N, 1° 25′ 49″ E / 41.8098°N,1.430398°E ca:Escomelles 502 msnm                |                                            | Cabana del Ramellà              | Modifica les dades a Wikidata |
|        | cabana del Sanador             | Torà     | cabana de volta       | Llarg: 4.4m Ample: 3.45m Alt: 2.3m                               | 41° 47′ 38″ N, 1° 22′ 55″ E / 41.793857°N,1.381995°E ca:Empalous 509 msnm                |                                            | Cabana del Sanador              | Modifica les dades a Wikidata |
|        | cabana del Sargento            | Torà     | cabana de volta       | Llarg: 4.2m Ample: 2.65m Alt: 2.1m                               | 41° 49′ 45″ N, 1° 24′ 06″ E / 41.829303°N,1.401631°E ca:l'Aguda 572 msnm                 |                                            | Cabana del Sargento             | Modifica les dades a Wikidata |
|        | cabana del Teixidor            | Torà     | cabana de volta       |                                                                  | 41° 47′ 07″ N, 1° 22′ 23″ E / 41.7853182479195°N,1.37305166179804°E ca:Empalous 525 msnm |                                            | Cabana del Teixidor             | Modifica les dades a Wikidata |
|        | cabana del Tirona              | Torà     | cabana de volta       | Estat: ruïnós Llarg: 3.25m Ample: 2.5m Alt: 1.9m                 | 41° 47′ 22″ N, 1° 22′ 51″ E / 41.789397°N,1.380933°E ca:Empalous 498 msnm                |                                            | Cabana del Tirona (Empalous)    | Modifica les dades a Wikidata |
|        | cabana del Triscol             | Torà     | cabana de volta       | Estat: en perill Llarg: 3.6m Ample: 2.35m Alt: 1.8m              | 41° 47′ 26″ N, 1° 23′ 00″ E / 41.790593°N,1.383265°E ca:Empalous 495 msnm                |                                            | Cabana del Triscol              | Modifica les dades a Wikidata |
|        | cabana del Tudela              | Torà     | cabana de volta       |                                                                  | 41° 47′ 41″ N, 1° 22′ 32″ E / 41.7948569844923°N,1.37565079155541°E ca:Empalous 545 msnm |                                            | Cabana del Tudela               | Modifica les dades a Wikidata |
|        | cabana del Valentines          | Torà     | cabana de volta       | Estat: parcialment destruït Llarg: 3.3m Ample: 2.9m Alt: 2.1m    | 41° 48′ 17″ N, 1° 26′ 26″ E / 41.804719°N,1.440516°E ca:les Valls 480 msnm               |                                            | Cabana del Valentines           | Modifica les dades a Wikidata |
|        | cabana del Vasall              | Torà     | cabana de volta       | Llarg: 3.8m Ample: 2.95m Alt: 2.1m                               | 41° 47′ 13″ N, 1° 22′ 18″ E / 41.787021°N,1.371634°E ca:Empalous 535 msnm                |                                            | Cabana del Vasall               | Modifica les dades a Wikidata |
|        | pleta del Segués del Riu       | Torà     | cabana de volta cleda | Estat: parcialment destruït                                      | 41° 49′ 31″ N, 1° 23′ 55″ E / 41.825207°N,1.398582°E ca:l'Aguda 600 msnm                 |                                            | Pleta del Segués del Riu        | Modifica les dades a Wikidata |

## casa
| imatge | Nom                        | Ubicat a   | instància de | Detalls                                                            | coordenades                                                                                          | Protecció                                  | Commons (més fotos)        | Dades a WD                    |
| ------ | -------------------------- | ---------- | ------------ | ------------------------------------------------------------------ | --- | ------------------------------------------ | -------------------------- | ----------------------------- |
|        | Ca la Madrona              | Torà       | casa         | Estil: arquitectura modernista                                     | 41° 48′ 41″ N, 1° 24′ 17″ E / 41.811285°N,1.404741°E ca:Avinguda de Solsona, 18 435 msnm             | bé integrant del patrimoni cultural català | Ca la Madrona (Torà)       | Modifica les dades a Wikidata |
|        | Cal Birrotes               | Torà       | casa         | Estil: arquitectura popular 20th century                           | 41° 48′ 41″ N, 1° 24′ 24″ E / 41.811283°N,1.406577°E ca:Av. de Solsona, 48 435 msnm                  | bé integrant del patrimoni cultural català | Casa Birrotes (Torà)       | Modifica les dades a Wikidata |
|        | Cal Caelles                | Torà       | casa         | Estil: arquitectura popular                                        | 41° 48′ 39″ N, 1° 24′ 15″ E / 41.810845°N,1.404033°E ca:Pl. de la Creu, 6 436 msnm                   | bé integrant del patrimoni cultural català | Cal Caelles (Torà)         | Modifica les dades a Wikidata |
|        | Cal Comabella              | Torà       | casa         | Estil: arquitectura popular 19th century                           | 41° 48′ 44″ N, 1° 24′ 11″ E / 41.812343°N,1.40309°E ca:Plaça del Vall, 31, Torà 437 msnm             | bé integrant del patrimoni cultural català | Cal Comabella (Torà)       | Modifica les dades a Wikidata |
|        | Cal Fantico                | Torà       | casa         | Estil: arquitectura popular 18th century                           | 41° 48′ 41″ N, 1° 24′ 12″ E / 41.811322°N,1.403242°E ca:Pl. de l'Hostal, 2 437 msnm                  | bé integrant del patrimoni cultural català | Cal Fantico                | Modifica les dades a Wikidata |
|        | Cal Fassi                  | Torà       | casa         | Estil: arquitectura modernista                                     | 41° 48′ 38″ N, 1° 24′ 08″ E / 41.810555555556°N,1.4022222222222°E ca:Carretera de Calaf, 29 436 msnm | bé integrant del patrimoni cultural català | Cal Fassi                  | Modifica les dades a Wikidata |
|        | Cal Ferrer de Claret       | Claret     | casa         | Estil: arquitectura popular                                        | 41° 49′ 14″ N, 1° 27′ 51″ E / 41.820513°N,1.464272°E ca:Claret 646 msnm                              | bé integrant del patrimoni cultural català | Cal Ferrer de Claret       | Modifica les dades a Wikidata |
|        | Cal Ferreric de Claret     | Claret     | casa         | Estil: arquitectura popular                                        | 41° 49′ 15″ N, 1° 27′ 52″ E / 41.820699°N,1.464424°E ca:Claret 649 msnm                              | bé integrant del patrimoni cultural català | Cal Ferreric de Claret     | Modifica les dades a Wikidata |
|        | Cal Flò                    | Torà       | casa         | Estil: arquitectura modernista                                     | 41° 48′ 39″ N, 1° 24′ 14″ E / 41.810952°N,1.403979°E ca:Plaça de la Creu, 4 437 msnm                 | bé integrant del patrimoni cultural català | Cal Flò (Torà)             | Modifica les dades a Wikidata |
|        | Cal Fustegueres de Claret  | Claret     | casa         | Estil: arquitectura popular                                        | 41° 49′ 13″ N, 1° 27′ 52″ E / 41.820209°N,1.464487°E ca:Claret 647 msnm                              | bé integrant del patrimoni cultural català | Cal Fustegueres de Claret  | Modifica les dades a Wikidata |
|        | Cal Gou                    | Sant Serni | casa         | Estil: arquitectura popular                                        | 41° 50′ 38″ N, 1° 27′ 58″ E / 41.843967°N,1.466163°E ca:Sant Serni 615 msnm                          | bé integrant del patrimoni cultural català | Cal Gou                    | Modifica les dades a Wikidata |
|        | Cal Gras de Cellers        | Cellers    | casa         | Estil: arquitectura popular                                        | 41° 48′ 42″ N, 1° 28′ 35″ E / 41.811689°N,1.476465°E 542 msnm                                        | bé integrant del patrimoni cultural català | Cal Gras de Cellers        | Modifica les dades a Wikidata |
|        | Cal Jovanics               | Torà       | casa         | Estil: arquitectura barroca 17th century                           | 41° 48′ 44″ N, 1° 24′ 15″ E / 41.812207°N,1.404153°E ca:Pl. de la Font, 19 436 msnm                  | bé integrant del patrimoni cultural català | Cal Jovanics               | Modifica les dades a Wikidata |
|        | Cal Jovans                 | Torà       | casa         | Estil: arquitectura popular 14th century                           | 41° 48′ 44″ N, 1° 24′ 15″ E / 41.812217°N,1.404113°E ca:Plaça de la Font, 20 435 msnm                | bé cultural d'interès local                | Cal Jovans                 | Modifica les dades a Wikidata |
|        | Cal Mestre de Cellers      | Cellers    | casa         | Estil: arquitectura popular                                        | 41° 48′ 42″ N, 1° 28′ 34″ E / 41.811595°N,1.47622°E 542 msnm                                         | bé integrant del patrimoni cultural català | Cal Mestre de Cellers      | Modifica les dades a Wikidata |
|        | Cal Miramunt               | Torà       | casa         | Estil: arquitectura barroca 18th century                           | 41° 48′ 42″ N, 1° 24′ 12″ E / 41.811603°N,1.403466°E ca:Plaça del Pati, 4 437 msnm                   | bé integrant del patrimoni cultural català | Cal Miramunt (Torà)        | Modifica les dades a Wikidata |
|        | Cal Miramunt de Claret     | Claret     | casa         | Estil: arquitectura popular                                        | 41° 49′ 14″ N, 1° 27′ 52″ E / 41.820523°N,1.46438°E ca:Claret 647 msnm                               | bé integrant del patrimoni cultural català | Cal Miramunt de Claret     | Modifica les dades a Wikidata |
|        | Cal Moliner de Claret      | Claret     | casa         | Estil: arquitectura popular                                        | 41° 49′ 13″ N, 1° 27′ 52″ E / 41.820414°N,1.464317°E ca:Claret 647 msnm                              | bé integrant del patrimoni cultural català | Cal Moliner de Claret      | Modifica les dades a Wikidata |
|        | Cal Pastoret de Sant Serni | Sant Serni | casa         | Estil: arquitectura popular                                        | 41° 50′ 38″ N, 1° 27′ 50″ E / 41.843771°N,1.463945°E ca:Sant Serni 606 msnm                          | bé integrant del patrimoni cultural català | Cal Pastoret de Sant Serni | Modifica les dades a Wikidata |
|        | Cal Quel                   | Torà       | casa         | Estil: arquitectura eclèctica 20th century                         | 41° 48′ 41″ N, 1° 24′ 17″ E / 41.811281°N,1.404829°E ca:Av. de Solsona, 20 436 msnm                  | bé integrant del patrimoni cultural català | Cal Quel (Torà)            | Modifica les dades a Wikidata |
|        | Cal Santamaria             | Torà       | casa         | Estil: arquitectura modernista                                     | 41° 48′ 40″ N, 1° 24′ 14″ E / 41.811138°N,1.403875°E ca:Plaça de la Creu, 2 437 msnm                 | bé integrant del patrimoni cultural català | Cal Santamaria (Torà)      | Modifica les dades a Wikidata |
|        | Cal Sastre de Claret       | Claret     | casa         | Estil: arquitectura popular                                        | 41° 49′ 14″ N, 1° 27′ 53″ E / 41.820445°N,1.464626°E ca:Claret 647 msnm                              | bé integrant del patrimoni cultural català | Cal Sastre (Torà)          | Modifica les dades a Wikidata |
|        | Cal Trilla                 | Torà       | casa         | Estil: arquitectura modernista arquitectura eclèctica 19th century | 41° 48′ 42″ N, 1° 24′ 12″ E / 41.8118°N,1.40346°E ca:Plaça del Pati, 15 437 msnm                     | bé cultural d'interès local                | Cal Trilla                 | Modifica les dades a Wikidata |
|        | Cal Valentines             | Torà       | casa         | Estil: arquitectura popular 20th century                           | 41° 48′ 41″ N, 1° 24′ 20″ E / 41.811295°N,1.405626°E ca:Av. de Solsona, 32 435 msnm                  | bé integrant del patrimoni cultural català | Cal Valentines (Torà)      | Modifica les dades a Wikidata |
|        | Can Garriga                | Torà       | casa         | Estil: noucentisme 20th century                                    | 41° 48′ 41″ N, 1° 24′ 23″ E / 41.811285°N,1.406361°E ca:Av. de Solsona, 46 435 msnm                  | bé integrant del patrimoni cultural català | Can Garriga (Torà)         | Modifica les dades a Wikidata |
|        | Casa Massana               | Torà       | casa         | Estil: arquitectura popular 16th century                           | 41° 48′ 43″ N, 1° 24′ 14″ E / 41.812001°N,1.40376°E ca:Pl. de la Font, 25 435 msnm                   | bé cultural d'interès local                | Casa Massana (Torà)        | Modifica les dades a Wikidata |
|        | Casa dels Cardona          | Torà       | casa         | Estil: arquitectura popular 16th century                           | 41° 48′ 46″ N, 1° 24′ 12″ E / 41.812783°N,1.403362°E ca:C. Sant Sebastià, 6 443 msnm                 | bé cultural d'interès local                | Casa dels Cardona          | Modifica les dades a Wikidata |
|        | casa al carrer Nou, 17     | Torà       | casa         | Estil: arquitectura popular                                        | 41° 48′ 44″ N, 1° 24′ 14″ E / 41.812333333333°N,1.4037527777778°E 440 msnm                           | bé integrant del patrimoni cultural català | Carrer Nou, 17 (Torà)      | Modifica les dades a Wikidata |

## castell
| imatge | Nom                 | Ubicat a   | instància de | Detalls                                                 | coordenades | Protecció                                            | Commons (més fotos)      | Dades a WD                    |
| ------ | ------------------- | ---------- | ------------ | ------------------------------------------------------- | --- | ---------------------------------------------------- | ------------------------ | ----------------------------- |
|        | Castell de Claret   | Claret     | castell      | Estat: ruïnós                                           | 41° 49′ 15″ N, 1° 27′ 51″ E / 41.8208361111°N,1.46406388889°E 652 msnm                                                                        |                                                      | Castell de Claret (Torà) | Modifica les dades a Wikidata |
|        | Castell de Llanera  | Llanera    | castell      | Estil: arquitectura popular 11st century Estat: ruïnós  | 41° 52′ 04″ N, 1° 28′ 52″ E / 41.867769°N,1.480989°E ca:Camí que surt de la ctra. de Torà a Ardèvol 603 msnm                                  | bé d'interès cultural bé cultural d'interès nacional | Castell de Llanera       | Modifica les dades a Wikidata |
|        | Castell de Torà     | Torà       | castell      | 10th century Estat: enderrocat o destruït               | 41° 48′ 46″ N, 1° 24′ 14″ E / 41.8128777778°N,1.40376111111°E 448 msnm                                                                        |                                                      | Castell de Torà          | Modifica les dades a Wikidata |
|        | Castell de l'Aguda  | l'Aguda    | castell      | Estil: arquitectura romànica 11st century Estat: ruïnós | 41° 49′ 07″ N, 1° 24′ 05″ E / 41.818744°N,1.401299°E ca:Serra de l'Aguda 614 msnm                                                             | bé d'interès cultural bé cultural d'interès nacional | Castell de l'Aguda       | Modifica les dades a Wikidata |
|        | Torre de Vallferosa | Vallferosa | castell      | Estil: arquitectura romànica 10th century               | 41° 51′ 42″ N, 1° 26′ 44″ E / 41.86169°N,1.445456°E ca:LV-3005 direcció Solsona, camí dret que condueix al Mas Clavells i camí rural 558 msnm | bé d'interès cultural bé cultural d'interès nacional | Torre de Vallferosa      | Modifica les dades a Wikidata |

## creu de terme
| imatge | Nom                        | Ubicat a | instància de  | Detalls                                  | coordenades | Protecció                                  | Commons (més fotos)        | Dades a WD                    |
| ------ | -------------------------- | -------- | ------------- | ---------------------------------------- | --- | ------------------------------------------ | -------------------------- | ----------------------------- |
|        | creu de Sant Ramon de Torà | Torà     | creu de terme | Estil: arquitectura popular 20th century | 41° 48′ 39″ N, 1° 24′ 15″ E / 41.810823°N,1.404226°E ca:Pl. Dr. Esteve 437 msnm                                   | bé cultural d'interès local                | Creu de Sant Ramon de Torà | Modifica les dades a Wikidata |
|        | creu de la Bastida         | Torà     | creu de terme |                                          | 41° 48′ 38″ N, 1° 25′ 46″ E / 41.810486111111°N,1.4295555555556°E ca:Les Escomelles. Antic camí a Claret 510 msnm | bé cultural d'interès local                | Creu de la Bastida         | Modifica les dades a Wikidata |
|        | creu de terme de l'Aguda   | Torà     | creu de terme | Estil: arquitectura popular              | 41° 49′ 01″ N, 1° 23′ 29″ E / 41.817024°N,1.391476°E ca:Ctra. C-1412a, km 22,2 437 msnm                           | bé cultural d'interès local                | Creu de terme de l'Aguda   | Modifica les dades a Wikidata |
|        | pilar de la Creueta        | Torà     | creu de terme | Estil: arquitectura popular              | 41° 48′ 59″ N, 1° 24′ 06″ E / 41.816259°N,1.401798°E 530 msnm                                                     | bé integrant del patrimoni cultural català | Pilar de la Creueta        | Modifica les dades a Wikidata |

## curs d'aigua
| imatge | Nom                            | Ubicat a                                  | instància de | Detalls                                                               | coordenades | Protecció | Commons (més fotos)            | Dades a WD                    |
| ------ | ------------------------------ | ----------------------------------------- | ------------ | --------------------------------------------------------------------- | --- | --------- | ------------------------------ | ----------------------------- |
|        | Barranc de Bellera             | Torà                                      | curs d'aigua | Desemboca: rasa de Padollers Llarg: 2.65km Conca: 296.3ha             | 41° 51′ 19″ N, 1° 24′ 09″ E / 41.85523194444445°N,1.40244°E 41° 50′ 19″ N, 1° 25′ 17″ E / 41.83856611111111°N,1.42133°E                        |           |                                | Modifica les dades a Wikidata |
|        | Barranc de Figuerola (Segarra) | Torà Pinós                                | curs d'aigua | Desemboca: riera de Llanera Llarg: 7.83km Conca: 13.49km²             | 41° 50′ 07″ N, 1° 31′ 37″ E / 41.8352°N,1.527°E 41° 49′ 22″ N, 1° 25′ 13″ E / 41.82268055555556°N,1.4203305555555557°E                         |           | Barranc de Figuerola (Segarra) | Modifica les dades a Wikidata |
|        | Barranc del Soler              | Llobera Torà                              | curs d'aigua | Desemboca: Barranc dels Quadros Llarg: 3.14km Conca: 2.75km²          | 41° 54′ 15″ N, 1° 27′ 50″ E / 41.90416944444444°N,1.4638694444444444°E 41° 52′ 52″ N, 1° 26′ 39″ E / 41.881045°N,1.4441169444444444°E          |           |                                | Modifica les dades a Wikidata |
|        | Barranc dels Quadros           | Torà                                      | curs d'aigua | Desemboca: riera de Llanera Llarg: 9.71km Conca: 18.58km²             | 41° 55′ 29″ N, 1° 27′ 20″ E / 41.92468888888889°N,1.4555888888888888°E 41° 50′ 49″ N, 1° 26′ 59″ E / 41.84705°N,1.4497111111111112°E           |           | Barranc dels Quadros           | Modifica les dades a Wikidata |
|        | Llobregós                      | Segarra Anoia Noguera província de Lleida | curs d'aigua | Desemboca: Segre Llarg: 36.7km Conca: 609.7km²                        | 41° 47′ 14″ N, 1° 34′ 13″ E / 41.78720111111111°N,1.5703588888888889°E 41° 55′ 05″ N, 1° 10′ 27″ E / 41.91796694444445°N,1.17404°E             |           | Llobregós                      | Modifica les dades a Wikidata |
|        | rasa d'Ollers                  | Torà                                      | curs d'aigua | Desemboca: riera de Llanera Llarg: 1.83km Conca: 71.3ha               | 41° 52′ 07″ N, 1° 27′ 40″ E / 41.86848888888889°N,1.4611°E 41° 51′ 10″ N, 1° 27′ 52″ E / 41.85273888888889°N,1.4644388888888888°E              |           |                                | Modifica les dades a Wikidata |
|        | rasa de Borics                 | Llobera Torà                              | curs d'aigua | Desemboca: riera de Llanera Llarg: 3.91km Conca: 5.47km²              | 41° 53′ 54″ N, 1° 28′ 17″ E / 41.89831805555555°N,1.4715088888888888°E 41° 51′ 56″ N, 1° 28′ 52″ E / 41.86558194444444°N,1.481211111111111°E   |           |                                | Modifica les dades a Wikidata |
|        | rasa de Montraveta             | Torà                                      | curs d'aigua | Desemboca: riera de Llanera Llarg: 2.75km Conca: 118.6ha              | 41° 51′ 41″ N, 1° 26′ 12″ E / 41.8613°N,1.43675°E 41° 50′ 25″ N, 1° 26′ 36″ E / 41.84031111111111°N,1.4432111111111112°E                       |           |                                | Modifica les dades a Wikidata |
|        | rasa de Padollers              | Biosca Torà                               | curs d'aigua | Desemboca: rasa de la Font de Vilella Llarg: 5.96km Conca: 8.92km²    | 41° 52′ 57″ N, 1° 24′ 26″ E / 41.882536944444446°N,1.40728°E 41° 51′ 05″ N, 1° 25′ 18″ E / 41.851486944444446°N,1.4216319444444443°E           |           |                                | Modifica les dades a Wikidata |
|        | rasa de Salats                 | Torà Pinós                                | curs d'aigua | Desemboca: riera de Llanera Llarg: 3.25km Conca: 4.23km²              | 41° 51′ 03″ N, 1° 30′ 18″ E / 41.85071944444445°N,1.504988888888889°E 41° 51′ 19″ N, 1° 28′ 27″ E / 41.85538888888889°N,1.4740694444444444°E   |           |                                | Modifica les dades a Wikidata |
|        | rasa de l'Alzina               | Torà                                      | curs d'aigua | Desemboca: riera de Llanera Llarg: 2.17km Conca: 177.1ha              | 41° 53′ 03″ N, 1° 27′ 44″ E / 41.8842°N,1.4622°E 41° 51′ 19″ N, 1° 28′ 27″ E / 41.85538888888889°N,1.4740694444444444°E                        |           |                                | Modifica les dades a Wikidata |
|        | rasa de la Font de Vilella     | Torà                                      | curs d'aigua | Desemboca: riera de Llanera Llarg: 9.29km Conca: 16.03km²             | 41° 53′ 30″ N, 1° 25′ 38″ E / 41.89166111111111°N,1.4272111111111112°E 41° 49′ 31″ N, 1° 25′ 28″ E / 41.82515°N,1.424411111111111°E            |           |                                | Modifica les dades a Wikidata |
|        | rasa del Bosc                  | Llobera Torà                              | curs d'aigua | Desemboca: riera de Llanera Llarg: 2.37km Conca: 167.6ha              | 41° 54′ 58″ N, 1° 30′ 12″ E / 41.916066944444445°N,1.5032388888888888°E 41° 53′ 55″ N, 1° 29′ 35″ E / 41.89859111111111°N,1.4931711111111112°E |           |                                | Modifica les dades a Wikidata |
|        | rasa del Pujol                 | Torà                                      | curs d'aigua | Desemboca: Barranc dels Quadros Llarg: 2.18km Conca: 68.4ha           | 41° 52′ 14″ N, 1° 27′ 34″ E / 41.87048055555555°N,1.4595°E 41° 51′ 14″ N, 1° 26′ 54″ E / 41.8538°N,1.4483788888888889°E                        |           |                                | Modifica les dades a Wikidata |
|        | rasa dels Albins               | Torà                                      | curs d'aigua | Desemboca: riera de Llanera Llarg: 2.5km Conca: 125.8ha               | 41° 50′ 30″ N, 1° 28′ 27″ E / 41.84155805555555°N,1.474155°E 41° 50′ 30″ N, 1° 26′ 45″ E / 41.841715°N,1.445736111111111°E                     |           |                                | Modifica les dades a Wikidata |
|        | rasa dels Traus                | Torà                                      | curs d'aigua | Desemboca: riera de Llanera Llarg: 1.14km Conca: 44.3ha               | 41° 51′ 53″ N, 1° 28′ 00″ E / 41.86479888888889°N,1.4666380555555556°E 41° 51′ 18″ N, 1° 28′ 07″ E / 41.85502694444445°N,1.468715°E            |           |                                | Modifica les dades a Wikidata |
|        | riera d'Auquers                | Pinós Torà                                | curs d'aigua | Desemboca: Barranc de Figuerola (Segarra) Llarg: 3.97m Conca: 282.2ha | 41° 50′ 07″ N, 1° 31′ 37″ E / 41.8352°N,1.527°E 41° 50′ 34″ N, 1° 29′ 42″ E / 41.842753888888886°N,1.494901111111111°E                         |           |                                | Modifica les dades a Wikidata |
|        | riera de Cellers               | Torà Pinós                                | curs d'aigua | Desemboca: riera de Llanera Llarg: 12.08km Conca: 13.29km²            | 41° 49′ 42″ N, 1° 30′ 57″ E / 41.828385°N,1.5158019444444446°E 41° 48′ 44″ N, 1° 23′ 59″ E / 41.812325°N,1.3997269444444445°E                  |           |                                | Modifica les dades a Wikidata |
|        | riera de Llanera               | Llobera Pinós Torà                        | curs d'aigua | Desemboca: Llobregós Llarg: 27.8km Conca: 143.02km²                   | 41° 56′ 38″ N, 1° 28′ 57″ E / 41.94396888888889°N,1.4825330555555556°E 41° 48′ 43″ N, 1° 23′ 34″ E / 41.81194194444444°N,1.3927969444444444°E  |           | Riera de Llanera               | Modifica les dades a Wikidata |
|        | riera de Santa Maria           | Torà                                      | curs d'aigua | Desemboca: Barranc dels Quadros Llarg: 2.12km Conca: 79.1ha           | 41° 52′ 08″ N, 1° 27′ 25″ E / 41.86886305555556°N,1.45692°E 41° 51′ 29″ N, 1° 26′ 52″ E / 41.858005°N,1.44782°E                                |           |                                | Modifica les dades a Wikidata |

## edifici
| imatge | Nom                          | Ubicat a | instància de | Detalls                                  | coordenades                                                                             | Protecció                                  | Commons (més fotos)          | Dades a WD                    |
| ------ | ---------------------------- | -------- | ------------ | ---------------------------------------- | --------------------------------------------------------------------------------------- | ------------------------------------------ | ---------------------------- | ----------------------------- |
|        | Escorxador Municipal de Torà | Torà     | edifici      | Estil: arquitectura modernista           | 41° 48′ 37″ N, 1° 24′ 08″ E / 41.810316°N,1.402285°E ca:Carretera de Calaf, 10 436 msnm | bé integrant del patrimoni cultural català | Escorxador Municipal de Torà | Modifica les dades a Wikidata |
|        | Hostal Vell                  | Torà     | edifici      | Estil: arquitectura barroca 17th century | 41° 48′ 42″ N, 1° 24′ 11″ E / 41.8116°N,1.40298°E ca:Plaça de l'Hostal 437 msnm         | bé cultural d'interès local                | Hostal Vell                  | Modifica les dades a Wikidata |

## entitat singular de població
| imatge | Nom        | Ubicat a | instància de                                                 | Detalls  | coordenades | Protecció | Commons (més fotos) | Dades a WD                    |
| ------ | ---------- | -------- | ------------------------------------------------------------ | -------- | --- | --------- | ------------------- | ----------------------------- |
|        | Cellers    | Torà     | entitat singular de població                                 | 30 hab   | 41° 48′ 43″ N, 1° 28′ 35″ E / 41.812016°N,1.476473°E 558 msnm                                                  |           | Cellers (Torà)      | Modifica les dades a Wikidata |
|        | Claret     | Torà     | entitat singular de població                                 | 8 hab    | 41° 49′ 13″ N, 1° 27′ 52″ E / 41.820378°N,1.464457°E ca:Ctra. de Torà a Ardèvpl, desviació a mà dreta 646 msnm |           | Claret (Torà)       | Modifica les dades a Wikidata |
|        | Fontanet   | Torà     | entitat singular de població                                 | 13 hab   | 41° 49′ 23″ N, 1° 25′ 25″ E / 41.823079°N,1.423501°E 476 msnm                                                  |           | Fontanet (Torà)     | Modifica les dades a Wikidata |
|        | Llanera    | Torà     | entitat singular de població                                 | 28 hab   | 41° 52′ 04″ N, 1° 28′ 52″ E / 41.86769167°N,1.48106667°E 603 msnm                                              |           | Llanera (Torà)      | Modifica les dades a Wikidata |
|        | Sant Serni | Torà     | entitat singular de població                                 | 22 hab   | 41° 50′ 38″ N, 1° 27′ 54″ E / 41.843933°N,1.464954°E 610 msnm                                                  |           | Sant Serni (Torà)   | Modifica les dades a Wikidata |
|        | Torà       | Torà     | entitat singular de població capital municipal               | 1111 hab | 41° 48′ 44″ N, 1° 24′ 11″ E / 41.81223°N,1.402937°E 436 msnm                                                   |           |                     | Modifica les dades a Wikidata |
|        | Vallferosa | Torà     | entitat singular de població ens local històric de Catalunya | 27 hab   | 41° 51′ 41″ N, 1° 26′ 45″ E / 41.8614°N,1.4458°E 661 msnm                                                      |           | Vallferosa          | Modifica les dades a Wikidata |
|        | l'Aguda    | Torà     | entitat singular de població                                 | 14 hab   | 41° 49′ 07″ N, 1° 24′ 04″ E / 41.818474°N,1.401151°E 598 msnm                                                  |           | L'Aguda             | Modifica les dades a Wikidata |

## església
| imatge | Nom                                     | Ubicat a             | instància de                 | Detalls                                                                        | coordenades | Protecció                                            | Commons (més fotos)                                 | Dades a WD                    |
| ------ | --------------------------------------- | -------------------- | ---------------------------- | ------------------------------------------------------------------------------ | --- | ---------------------------------------------------- | --------------------------------------------------- | ----------------------------- |
|        | Convent de Sant Antoni de Pàdua de Torà | Torà                 | església monestir            | Estil: arquitectura barroca 17th century Estat: bon estat                      | 41° 48′ 40″ N, 1° 24′ 27″ E / 41.811°N,1.40753°E ca:Carrer del Convent 440 msnm                                                      | bé cultural d'interès local                          | Convent de Sant Antoni de Pàdua de Torà             | Modifica les dades a Wikidata |
|        | Sant Celdoni i Sant Ermenter de Cellers | Cellers              | església monestir            | Estil: arquitectura romànica arquitectura popular 12nd century                 | 41° 48′ 55″ N, 1° 29′ 17″ E / 41.8153°N,1.48798°E ca:A 1,4 km de Cellers 575 msnm                                                    | bé d'interès cultural bé cultural d'interès nacional | Monestir de Sant Celdoni i Sant Ermenter de Cellers | Modifica les dades a Wikidata |
|        | Sant Donat de Figuerola                 | Fontanet             | església ermita              | 18th century                                                                   | 41° 48′ 49″ N, 1° 25′ 15″ E / 41.81368034191°N,1.42082757137646°E 618 msnm                                                           |                                                      | Sant Donat de Figuerola                             | Modifica les dades a Wikidata |
|        | Sant Gil de Torà                        | Torà                 | església església parroquial | Estil: arquitectura barroca arquitectura popular 16th century Estat: bon estat | 41° 48′ 46″ N, 1° 24′ 14″ E / 41.8129°N,1.40376°E ca:Pl. de l'Església, 1 445 msnm                                                   | bé cultural d'interès local                          | Sant Gil de Torà                                    | Modifica les dades a Wikidata |
|        | Sant Joan de Puig-redon                 | Fontanet             | església                     | Estil: arquitectura popular                                                    | 41° 50′ 13″ N, 1° 24′ 49″ E / 41.836846°N,1.413672°E ca:Puig-redon 540 msnm                                                          | bé cultural d'interès local                          | Sant Joan de Puig-redon                             | Modifica les dades a Wikidata |
|        | Sant Martí de Cellers                   | Cellers              | església església parroquial | Estil: arquitectura romànica arquitectura popular                              | 41° 48′ 44″ N, 1° 28′ 36″ E / 41.8121°N,1.47662°E ca:Cellers 563 msnm                                                                | bé cultural d'interès local                          | Sant Martí de Cellers                               | Modifica les dades a Wikidata |
|        | Sant Martí de Llanera                   | Llanera              | església                     | Estil: arquitectura gòtica Estat: en perill                                    | 41° 52′ 04″ N, 1° 28′ 53″ E / 41.8679°N,1.48131°E ca:Camí que surt de la ctra. de Torà a Ardèvol 603 msnm                            | bé integrant del patrimoni cultural català           | Sant Martí de Llanera                               | Modifica les dades a Wikidata |
|        | Sant Martí de Salomons                  | Vallferosa           | església                     | Estil: arquitectura popular                                                    | 41° 53′ 16″ N, 1° 25′ 53″ E / 41.887799°N,1.431344°E ca:LV-3005 Km. 11 / pista a mà esquerra direcció Solsona- 300m. 813 msnm        | bé cultural d'interès local                          | Sant Martí de Salomons                              | Modifica les dades a Wikidata |
|        | Sant Miquel de Fontanet                 | Fontanet             | església                     | Estil: arquitectura romànica 11st century                                      | 41° 49′ 23″ N, 1° 25′ 25″ E / 41.8231°N,1.42352°E ca:Fontanet, ctra. a Ardèvol, km 3 477 msnm                                        | bé cultural d'interès local                          | Sant Miquel de Fontanet                             | Modifica les dades a Wikidata |
|        | Sant Pere de Figuerola                  | Fontanet             | església                     | Estil: arquitectura romànica                                                   | 41° 49′ 01″ N, 1° 26′ 04″ E / 41.8169°N,1.43444°E ca:Camí de Figuerola, des de Fontanet 598 msnm                                     | bé cultural d'interès local                          | Sant Pere de Figuerola                              | Modifica les dades a Wikidata |
|        | Sant Pere de Murinyols                  | Torà                 | església                     | Estil: arquitectura popular 17th century                                       | 41° 47′ 41″ N, 1° 22′ 24″ E / 41.794849°N,1.373472°E ca:Des de la ctra. vella de Palouet a 2,5 km de Torà, pista a ma dreta 576 msnm | bé cultural d'interès local                          | Sant Pere de Murinyols                              | Modifica les dades a Wikidata |
|        | Sant Pere de Vallferosa                 | Vallferosa           | església                     | Estil: arquitectura barroca Estat: parcialment destruït                        | 41° 51′ 41″ N, 1° 26′ 44″ E / 41.8614°N,1.44559°E 553 msnm                                                                           | bé integrant del patrimoni cultural català           | Sant Pere de Vallferosa                             | Modifica les dades a Wikidata |
|        | Sant Pere del Soler de Puig-redon       | Fontanet             | església ermita              | Estil: arquitectura romànica arquitectura popular                              | 41° 50′ 24″ N, 1° 24′ 05″ E / 41.839962°N,1.401292°E ca:Puig-redon 600 msnm                                                          | bé cultural d'interès local                          | Sant Pere del Soler                                 | Modifica les dades a Wikidata |
|        | Sant Salvador del Coll de Llanera       | Llanera Llobera Torà | església                     | Estil: arquitectura romànica arquitectura popular                              | 41° 53′ 13″ N, 1° 27′ 44″ E / 41.886847222222°N,1.4623361111111°E Sant Salvador 845 msnm                                             | bé cultural d'interès local                          | Sant Salvador del Coll de Llanera                   | Modifica les dades a Wikidata |
|        | Sant Salvador del Coll de l'Aguda       | Torà                 | església                     | Estil: arquitectura romànica 13rd century Estat: en perill                     | 41° 49′ 05″ N, 1° 24′ 20″ E / 41.818°N,1.40552°E ca:L'Aguda, a 300 m a l'est per una pista 598 msnm                                  | bé cultural d'interès local                          | Sant Salvador del Coll de l'Aguda                   | Modifica les dades a Wikidata |
|        | Santa Maria de Claret                   | Claret               | església                     | Estil: arquitectura romànica 12nd century Estat: bon estat                     | 41° 49′ 13″ N, 1° 27′ 52″ E / 41.8203°N,1.46447°E ca:Claret 646 msnm                                                                 | bé cultural d'interès local                          | Santa Maria de Claret (Torà)                        | Modifica les dades a Wikidata |
|        | Santa Maria de Llanera                  | Llanera              | església capella             | Estil: arquitectura romànica 11st century                                      | 41° 52′ 26″ N, 1° 29′ 11″ E / 41.873929°N,1.486463°E ca:Masia de Santa Maria 687 msnm                                                | bé integrant del patrimoni cultural català           | Santa Maria de Llanera                              | Modifica les dades a Wikidata |
|        | Santa Maria de Sant Serni               | Sant Serni           | església                     | Estil: arquitectura romànica arquitectura barroca                              | 41° 50′ 38″ N, 1° 27′ 54″ E / 41.844°N,1.46487°E ca:Sant Serni 610 msnm                                                              | bé cultural d'interès local                          | Santa Maria de Sant Serni                           | Modifica les dades a Wikidata |
|        | Santa Maria de Vallferosa               | Vallferosa           | església església parroquial | Estil: arquitectura popular                                                    | 41° 51′ 46″ N, 1° 26′ 00″ E / 41.862838°N,1.433361°E 661 msnm                                                                        | bé cultural d'interès local                          | Santa Maria de Vallferosa                           | Modifica les dades a Wikidata |
|        | Santa Maria de l'Aguda                  | Torà                 | església                     | Estil: arquitectura romànica 11st century                                      | 41° 49′ 06″ N, 1° 24′ 05″ E / 41.8183°N,1.4014°E ca:Nucli de l'Aguda 594 msnm                                                        | bé cultural d'interès local                          | Santa Maria de l'Aguda                              | Modifica les dades a Wikidata |
|        | capella del Coll de Llanera             | Llanera              | església capella             | Estil: arquitectura popular                                                    | 41° 53′ 52″ N, 1° 29′ 03″ E / 41.897772222222°N,1.4841694444444°E ca:Masia del Coll 796 msnm                                         | bé cultural d'interès local                          | Capella del Coll de Llanera                         | Modifica les dades a Wikidata |

## font
| imatge | Nom                     | Ubicat a | instància de | Detalls                                  | coordenades                                                                                 | Protecció                                  | Commons (més fotos)      | Dades a WD                    |
| ------ | ----------------------- | -------- | ------------ | ---------------------------------------- | ------------------------------------------------------------------------------------------- | ------------------------------------------ | ------------------------ | ----------------------------- |
|        | font de Cal Porta       | Torà     | font         | Estil: arquitectura popular              | 41° 49′ 00″ N, 1° 24′ 53″ E / 41.816577777778°N,1.414675°E ca:Cra. LV-3005, Km 1,2 454 msnm | bé integrant del patrimoni cultural català | Font de Cal Porta (Torà) | Modifica les dades a Wikidata |
|        | font de l'Arç (Llanera) | Llanera  | font         |                                          | 41° 52′ 42″ N, 1° 29′ 07″ E / 41.8783408038768°N,1.48519311975557°E 880 msnm                |                                            |                          | Modifica les dades a Wikidata |
|        | font de l'Auró          | Torà     | font         |                                          | 41° 52′ 15″ N, 1° 27′ 17″ E / 41.8707661606016°N,1.45476526858587°E 700 msnm                |                                            |                          | Modifica les dades a Wikidata |
|        | font de la Vila de Torà | Torà     | font         | Estil: arquitectura barroca 17th century | 41° 48′ 43″ N, 1° 24′ 15″ E / 41.8119°N,1.40413°E ca:Plaça de la Font 432 msnm              | bé cultural d'interès local                | Font de la Vila de Torà  | Modifica les dades a Wikidata |

## granja
| imatge | Nom                      | Ubicat a   | instància de | Detalls | coordenades                                                                  | Protecció | Commons (més fotos) | Dades a WD                    |
| ------ | ------------------------ | ---------- | ------------ | ------- | ---------------------------------------------------------------------------- | --------- | ------------------- | ----------------------------- |
|        | Granges Ballcons         | Torà       | granja       |         | 41° 52′ 16″ N, 1° 26′ 25″ E / 41.8710279336774°N,1.44015444521664°E 671 msnm |           |                     | Modifica les dades a Wikidata |
|        | Granges Fustegueres      | Torà       | granja       |         | 41° 48′ 19″ N, 1° 24′ 08″ E / 41.8053365451609°N,1.4023261264538°E 434 msnm  |           |                     | Modifica les dades a Wikidata |
|        | Granges Solibernat       | Torà       | granja       |         | 41° 48′ 43″ N, 1° 23′ 09″ E / 41.8119149539306°N,1.3858380100249°E 431 msnm  |           |                     | Modifica les dades a Wikidata |
|        | Granges de Bells         | Fontanet   | granja       |         | 41° 50′ 19″ N, 1° 25′ 09″ E / 41.8385346221681°N,1.41924098704974°E 520 msnm |           |                     | Modifica les dades a Wikidata |
|        | Granges del Bagà         | Torà       | granja       |         | 41° 48′ 23″ N, 1° 24′ 27″ E / 41.8064604836406°N,1.40737814232566°E 442 msnm |           |                     | Modifica les dades a Wikidata |
|        | Granja Padollers         | Torà       | granja       |         | 41° 48′ 00″ N, 1° 24′ 43″ E / 41.8001099776115°N,1.41186860980339°E 440 msnm |           |                     | Modifica les dades a Wikidata |
|        | Granja de l'Aranya       | Vallferosa | granja       |         | 41° 53′ 39″ N, 1° 26′ 19″ E / 41.8941350136868°N,1.43856759670691°E 723 msnm |           |                     | Modifica les dades a Wikidata |
|        | Granja de l'Oliva        | Sant Serni | granja       |         | 41° 50′ 19″ N, 1° 28′ 32″ E / 41.8386374136085°N,1.47547118568406°E 649 msnm |           |                     | Modifica les dades a Wikidata |
|        | Granja del Benito        | Torà       | granja       |         | 41° 48′ 51″ N, 1° 23′ 17″ E / 41.8141602141661°N,1.38794868251147°E 425 msnm |           |                     | Modifica les dades a Wikidata |
|        | Granja del Carulla       | Torà       | granja       |         | 41° 48′ 36″ N, 1° 24′ 58″ E / 41.8100204812686°N,1.41601782813719°E 456 msnm |           |                     | Modifica les dades a Wikidata |
|        | Granja del Magí          | Torà       | granja       |         | 41° 48′ 34″ N, 1° 25′ 05″ E / 41.8094014203595°N,1.41815183115356°E 461 msnm |           |                     | Modifica les dades a Wikidata |
|        | Granja del Martí         | Torà       | granja       |         | 41° 47′ 54″ N, 1° 25′ 13″ E / 41.7982091758877°N,1.42032888980461°E 460 msnm |           |                     | Modifica les dades a Wikidata |
|        | Granja del Mas           | Cellers    | granja       |         | 41° 48′ 33″ N, 1° 28′ 12″ E / 41.8091321959745°N,1.4700797037758°E 534 msnm  |           |                     | Modifica les dades a Wikidata |
|        | Granja del Mas d'en Grau | Torà       | granja       |         | 41° 48′ 59″ N, 1° 22′ 59″ E / 41.8164436038205°N,1.38315982770687°E 431 msnm |           |                     | Modifica les dades a Wikidata |
|        | Granja del Segués        | Torà       | granja       |         | 41° 48′ 53″ N, 1° 24′ 05″ E / 41.8146990948686°N,1.40137105296386°E 441 msnm |           |                     | Modifica les dades a Wikidata |

## jaciment arqueològic
| imatge | Nom                         | Ubicat a   | instància de                       | Detalls | coordenades                                                                  | Protecció | Commons (més fotos) | Dades a WD                    |
| ------ | --------------------------- | ---------- | ---------------------------------- | ------- | ---------------------------------------------------------------------------- | --------- | ------------------- | ----------------------------- |
|        | Poblat íber de Cal Galceran | Sant Serni | jaciment arqueològic poblat ibèric |         | 41° 49′ 55″ N, 1° 27′ 00″ E / 41.832069°N,1.450076°E 603 msnm                |           |                     | Modifica les dades a Wikidata |
|        | Sepulcre de l'Homenet       | l'Aguda    | jaciment arqueològic               |         | 41° 49′ 47″ N, 1° 23′ 47″ E / 41.8297432387112°N,1.39643274323697°E 558 msnm |           |                     | Modifica les dades a Wikidata |

## masia
| imatge | Nom                          | Ubicat a   | instància de | Detalls                                      | coordenades                                                                                               | Protecció                                  | Commons (més fotos)       | Dades a WD                    |
| ------ | ---------------------------- | ---------- | ------------ | -------------------------------------------- | --- | ------------------------------------------ | ------------------------- | ----------------------------- |
|        | Armena                       | Cellers    | masia        |                                              | 41° 48′ 11″ N, 1° 26′ 48″ E / 41.8031167333239°N,1.44666604940764°E 522 msnm                              |                                            | Armena (Cellers)          | Modifica les dades a Wikidata |
|        | Bellera                      | Fontanet   | masia        |                                              | 41° 50′ 23″ N, 1° 25′ 16″ E / 41.8396863947792°N,1.42112763527006°E 505 msnm                              |                                            | Bellera                   | Modifica les dades a Wikidata |
|        | Bells                        | Fontanet   | masia        |                                              | 41° 50′ 19″ N, 1° 25′ 12″ E / 41.8386906076206°N,1.42010430391963°E 521 msnm                              |                                            |                           | Modifica les dades a Wikidata |
|        | Borics                       | Llanera    | masia        | 1772                                         | 41° 53′ 22″ N, 1° 28′ 38″ E / 41.889579°N,1.477234°E 794 msnm                                             |                                            | Borics                    | Modifica les dades a Wikidata |
|        | Borrells                     | Llanera    | masia        |                                              | 41° 53′ 05″ N, 1° 28′ 10″ E / 41.884620986366°N,1.4693878013763°E 782 msnm                                |                                            |                           | Modifica les dades a Wikidata |
|        | Caelles                      | Llanera    | masia        |                                              | 41° 53′ 19″ N, 1° 29′ 32″ E / 41.888506°N,1.492105°E 692 msnm                                             |                                            |                           | Modifica les dades a Wikidata |
|        | Cal Bernat                   | Torà       | masia        |                                              | 41° 49′ 02″ N, 1° 23′ 40″ E / 41.8173207462525°N,1.39432274572743°E 456 msnm                              |                                            |                           | Modifica les dades a Wikidata |
|        | Cal Cristòfol                | Vallferosa | masia        |                                              | 41° 50′ 38″ N, 1° 26′ 06″ E / 41.843831°N,1.435059°E 542 msnm                                             |                                            |                           | Modifica les dades a Wikidata |
|        | Cal Farguell                 | Torà       | masia        |                                              | 41° 48′ 44″ N, 1° 24′ 33″ E / 41.8121313549931°N,1.40909162509461°E 439 msnm                              |                                            |                           | Modifica les dades a Wikidata |
|        | Cal Fersó                    | Torà       | masia        |                                              | 41° 48′ 51″ N, 1° 23′ 41″ E / 41.8142559657691°N,1.39478456902073°E 430 msnm                              |                                            |                           | Modifica les dades a Wikidata |
|        | Cal Galceran                 | Sant Serni | masia        | Estat: ruïnós                                | 41° 50′ 22″ N, 1° 27′ 41″ E / 41.8393868859224°N,1.46143417423055°E 611 msnm                              |                                            | Cal Galzeran              | Modifica les dades a Wikidata |
|        | Cal Gilet                    | Cellers    | masia        |                                              | 41° 48′ 36″ N, 1° 26′ 42″ E / 41.809992°N,1.44489°E 514 msnm                                              |                                            | Cal Gilet (Cellers)       | Modifica les dades a Wikidata |
|        | Cal Millet                   | Fontanet   | masia        |                                              | 41° 50′ 14″ N, 1° 24′ 48″ E / 41.8373078249398°N,1.41322530757121°E 543 msnm                              |                                            |                           | Modifica les dades a Wikidata |
|        | Cal Minguet                  | Cellers    | masia        |                                              | 41° 48′ 50″ N, 1° 28′ 18″ E / 41.8139266171026°N,1.47165108082747°E 567 msnm                              |                                            |                           | Modifica les dades a Wikidata |
|        | Cal Miqueló                  | Sant Serni | masia        | Estil: arquitectura popular                  | 41° 50′ 21″ N, 1° 28′ 33″ E / 41.839246°N,1.475862°E ca:Sant Serni 656 msnm                               | bé integrant del patrimoni cultural català | Cal Miqueló (Torà)        | Modifica les dades a Wikidata |
|        | Cal Parrot                   | Torà       | masia        |                                              | 41° 49′ 07″ N, 1° 23′ 01″ E / 41.8185046720742°N,1.3836979341282°E ca:Carretera C-1412a, km 21,6 436 msnm |                                            | Cal Parrot                | Modifica les dades a Wikidata |
|        | Cal Petitó                   | Sant Serni | masia        |                                              | 41° 51′ 05″ N, 1° 29′ 40″ E / 41.851387865658°N,1.49437014545431°E 659 msnm                               |                                            |                           | Modifica les dades a Wikidata |
|        | Cal Polit                    | Torà       | masia        |                                              | 41° 48′ 51″ N, 1° 23′ 51″ E / 41.8140493469764°N,1.3974022365947°E 437 msnm                               |                                            |                           | Modifica les dades a Wikidata |
|        | Cal Prim                     | Claret     | masia        | Estat: ruïnós                                | 41° 49′ 40″ N, 1° 27′ 42″ E / 41.82791°N,1.461744°E 566 msnm                                              |                                            | Cal Prim (Claret)         | Modifica les dades a Wikidata |
|        | Cal Renyés                   | Torà       | masia        |                                              | 41° 49′ 33″ N, 1° 23′ 21″ E / 41.825781°N,1.389063°E 600 msnm                                             |                                            |                           | Modifica les dades a Wikidata |
|        | Cal Sastre                   | Vallferosa | masia        |                                              | 41° 53′ 16″ N, 1° 25′ 53″ E / 41.8878484465359°N,1.4312960241677°E 813 msnm                               |                                            |                           | Modifica les dades a Wikidata |
|        | Cal Teixidor                 | Torà       | masia        |                                              | 41° 48′ 20″ N, 1° 25′ 34″ E / 41.8056575128652°N,1.42622491036736°E ca:les Valls 461 msnm                 |                                            | Cal Teixidor (Torà)       | Modifica les dades a Wikidata |
|        | Cal Trena                    | Vallferosa | masia        |                                              | 41° 52′ 01″ N, 1° 27′ 03″ E / 41.8668302663616°N,1.45075131329628°E 661 msnm                              |                                            |                           | Modifica les dades a Wikidata |
|        | Cal Valentines de Cellers    | Cellers    | masia        | Estil: arquitectura popular                  | 41° 48′ 27″ N, 1° 26′ 47″ E / 41.807535°N,1.446432°E 498 msnm                                             | bé integrant del patrimoni cultural català | Cal Valentines de Cellers | Modifica les dades a Wikidata |
|        | Cal Verdaguer                | Fontanet   | masia        |                                              | 41° 49′ 29″ N, 1° 24′ 29″ E / 41.8247370476566°N,1.40818950791991°E 555 msnm                              |                                            | Cal Verdaguer (Torà)      | Modifica les dades a Wikidata |
|        | Can Birrot                   | Torà       | masia        | Estil: arquitectura popular                  | 41° 49′ 01″ N, 1° 23′ 30″ E / 41.816922°N,1.391611°E 438 msnm                                             | bé integrant del patrimoni cultural català | Can Birrot                | Modifica les dades a Wikidata |
|        | Can Ferrers                  | Torà       | masia        |                                              | 41° 49′ 13″ N, 1° 22′ 57″ E / 41.82015351667°N,1.38246446792316°E ca:Carretera C-1412a, km 21,5 451 msnm  |                                            | Can Ferrers (Torà)        | Modifica les dades a Wikidata |
|        | Can Jordi                    | Vallferosa | masia        |                                              | 41° 53′ 29″ N, 1° 25′ 35″ E / 41.8914365690238°N,1.42629028110134°E 800 msnm                              |                                            |                           | Modifica les dades a Wikidata |
|        | Can Porta                    | Torà       | masia        |                                              | 41° 48′ 59″ N, 1° 24′ 47″ E / 41.816294391511°N,1.41314225078333°E 457 msnm                               |                                            | Can Porta                 | Modifica les dades a Wikidata |
|        | Can Vila                     | Claret     | masia        |                                              | 41° 49′ 42″ N, 1° 27′ 16″ E / 41.8283216480463°N,1.45434159653074°E 575 msnm                              |                                            | Can Vila (Claret)         | Modifica les dades a Wikidata |
|        | Carbonells                   | Llanera    | masia        | Estil: arquitectura popular                  | 41° 51′ 41″ N, 1° 29′ 27″ E / 41.861385°N,1.490951°E 670 msnm                                             | bé integrant del patrimoni cultural català | Carbonells                | Modifica les dades a Wikidata |
|        | Clavells                     | Vallferosa | masia        | Estil: arquitectura popular                  | 41° 51′ 49″ N, 1° 26′ 23″ E / 41.8635°N,1.43973°E 639 msnm                                                | bé integrant del patrimoni cultural català | Clavells                  | Modifica les dades a Wikidata |
|        | Comabella                    | Vallferosa | masia        | Estil: arquitectura popular                  | 41° 51′ 35″ N, 1° 25′ 00″ E / 41.859686°N,1.416566°E 580 msnm                                             | bé integrant del patrimoni cultural català | Comabella (Torà)          | Modifica les dades a Wikidata |
|        | Creies                       | Llanera    | masia        |                                              | 41° 53′ 19″ N, 1° 27′ 58″ E / 41.8886522369333°N,1.46612229135621°E 806 msnm                              |                                            |                           | Modifica les dades a Wikidata |
|        | Figuerola                    | Fontanet   | masia        | Estil: arquitectura popular Estat: en perill | 41° 48′ 58″ N, 1° 26′ 06″ E / 41.816226°N,1.434911°E ca:Camí de Figuerola, des de Fontanet 614 msnm       | bé integrant del patrimoni cultural català | Figuerola (Torà)          | Modifica les dades a Wikidata |
|        | Fustegueres                  | Vallferosa | masia        |                                              | 41° 50′ 56″ N, 1° 25′ 50″ E / 41.848970778319°N,1.4304873957251°E 561 msnm                                |                                            |                           | Modifica les dades a Wikidata |
|        | Gilibets                     | Llanera    | masia        |                                              | 41° 52′ 50″ N, 1° 28′ 43″ E / 41.880687°N,1.478562°E 747 msnm                                             |                                            |                           | Modifica les dades a Wikidata |
|        | Guillons                     | Vallferosa | masia        | Estil: arquitectura popular                  | 41° 51′ 13″ N, 1° 25′ 04″ E / 41.853578°N,1.417746°E 587 msnm                                             | bé integrant del patrimoni cultural català | Guillons                  | Modifica les dades a Wikidata |
|        | Hostal del Vent              | Cellers    | masia        | Estat: ruïnós                                | 41° 48′ 31″ N, 1° 29′ 02″ E / 41.808525°N,1.48393333°E 654 msnm                                           |                                            | Hostal del Vent (Torà)    | Modifica les dades a Wikidata |
|        | Jovans                       | Llanera    | masia        | Estat: ruïnós                                | 41° 53′ 56″ N, 1° 29′ 37″ E / 41.898905°N,1.493593°E 699 msnm                                             |                                            |                           | Modifica les dades a Wikidata |
|        | Jovans                       | Fontanet   | masia        |                                              | 41° 50′ 27″ N, 1° 24′ 52″ E / 41.840764°N,1.414413°E 532 msnm                                             |                                            |                           | Modifica les dades a Wikidata |
|        | Mala-sang                    | Llanera    | masia        |                                              | 41° 53′ 18″ N, 1° 29′ 12″ E / 41.888198°N,1.486703°E 776 msnm                                             |                                            |                           | Modifica les dades a Wikidata |
|        | Marquilles                   | Vallferosa | masia        |                                              | 41° 50′ 50″ N, 1° 26′ 37″ E / 41.8471006781169°N,1.44369911807781°E 554 msnm                              |                                            |                           | Modifica les dades a Wikidata |
|        | Marvà                        | Fontanet   | masia        |                                              | 41° 50′ 01″ N, 1° 24′ 53″ E / 41.83373°N,1.41481°E 523 msnm                                               |                                            | Marvà (Torà)              | Modifica les dades a Wikidata |
|        | Mas d'en Grau                | Torà       | masia        | Estil: arquitectura popular                  | 41° 48′ 59″ N, 1° 23′ 27″ E / 41.816279°N,1.390724°E ca:cra. C-1412a, km 22,2 440 msnm                    | bé integrant del patrimoni cultural català | Mas d'en Grau             | Modifica les dades a Wikidata |
|        | Masia Casalot                | Torà       | masia        |                                              | 41° 47′ 48″ N, 1° 22′ 10″ E / 41.7967686088145°N,1.36945213899311°E                                       |                                            |                           | Modifica les dades a Wikidata |
|        | Masies de l'Homenet          | l'Aguda    | masia        |                                              | 41° 49′ 48″ N, 1° 23′ 46″ E / 41.829935°N,1.395979°E 364 msnm                                             |                                            |                           | Modifica les dades a Wikidata |
|        | Miralles                     | Sant Serni | masia        | Estil: arquitectura popular                  | 41° 50′ 49″ N, 1° 27′ 34″ E / 41.847012°N,1.459489°E ca:Sant Serni 598 msnm                               | bé integrant del patrimoni cultural català | Miralles (Torà)           | Modifica les dades a Wikidata |
|        | Montraveta                   | Vallferosa | masia        |                                              | 41° 51′ 10″ N, 1° 26′ 18″ E / 41.8528985732453°N,1.4382219373738°E 583 msnm                               |                                            |                           | Modifica les dades a Wikidata |
|        | Moragues                     | Fontanet   | masia        |                                              | 41° 49′ 07″ N, 1° 25′ 45″ E / 41.8184762473335°N,1.42902940188282°E 533 msnm                              |                                            |                           | Modifica les dades a Wikidata |
|        | Morrocurt de Claret          | Claret     | masia        | Estil: arquitectura popular                  | 41° 49′ 43″ N, 1° 28′ 42″ E / 41.82848°N,1.478243°E 662 msnm                                              | bé integrant del patrimoni cultural català | Morrocurt                 | Modifica les dades a Wikidata |
|        | Ollers                       | Vallferosa | masia        | Estat: ruïnós                                | 41° 51′ 21″ N, 1° 27′ 30″ E / 41.855741°N,1.458469°E 600 msnm                                             |                                            | Ollers (Llanera)          | Modifica les dades a Wikidata |
|        | Otxés                        | Cellers    | masia        |                                              | 41° 48′ 33″ N, 1° 26′ 22″ E / 41.8091445931719°N,1.43953818301106°E ca:les Valls 509 msnm                 |                                            | Otxés                     | Modifica les dades a Wikidata |
|        | Pedrós                       | Vallferosa | masia        |                                              | 41° 53′ 09″ N, 1° 26′ 17″ E / 41.8858593216834°N,1.43799779315065°E 744 msnm                              |                                            |                           | Modifica les dades a Wikidata |
|        | Pinyols                      | Llanera    | masia        | Estil: arquitectura popular                  | 41° 51′ 40″ N, 1° 29′ 26″ E / 41.861123°N,1.490482°E 670 msnm                                             | bé integrant del patrimoni cultural català | Pinyols                   | Modifica les dades a Wikidata |
|        | Piquet                       | Vallferosa | masia        |                                              | 41° 51′ 25″ N, 1° 25′ 19″ E / 41.856958306584°N,1.4218590514757°E 571 msnm                                |                                            |                           | Modifica les dades a Wikidata |
|        | Premsa de vi i cup de Jovans | Fontanet   | masia        | Estil: arquitectura popular 19th century     | 41° 50′ 27″ N, 1° 24′ 52″ E / 41.84075°N,1.414391°E ca:Masia de Jovans de Puig-redon 532 msnm             | bé cultural d'interès local                |                           | Modifica les dades a Wikidata |
|        | Puig                         | Vallferosa | masia        |                                              | 41° 52′ 51″ N, 1° 25′ 54″ E / 41.8809721014953°N,1.43163298478795°E 800 msnm                              |                                            |                           | Modifica les dades a Wikidata |
|        | Puigcernau                   | Sant Serni | masia        | Estil: arquitectura popular                  | 41° 50′ 56″ N, 1° 28′ 47″ E / 41.849024°N,1.479714°E ca:Sant Serni 645 msnm                               | bé integrant del patrimoni cultural català | Puigcernau                | Modifica les dades a Wikidata |
|        | Ramells                      | Fontanet   | masia        |                                              | 41° 50′ 05″ N, 1° 26′ 26″ E / 41.834696469083°N,1.4404706614736°E 509 msnm                                |                                            | Ramells (Fontanet)        | Modifica les dades a Wikidata |
|        | Raurells                     | Fontanet   | masia        |                                              | 41° 49′ 34″ N, 1° 25′ 58″ E / 41.8261183866685°N,1.43265970060109°E                                       |                                            |                           | Modifica les dades a Wikidata |
|        | Riambaus                     | Vallferosa | masia        |                                              | 41° 53′ 01″ N, 1° 25′ 10″ E / 41.883669489553°N,1.41947855331307°E 760 msnm                               |                                            |                           | Modifica les dades a Wikidata |
|        | Ripers                       | Vallferosa | masia        |                                              | 41° 53′ 14″ N, 1° 26′ 14″ E / 41.8870919658889°N,1.43724458351826°E 760 msnm                              |                                            |                           | Modifica les dades a Wikidata |
|        | Salats                       | Llanera    | masia        |                                              | 41° 51′ 20″ N, 1° 29′ 25″ E / 41.8556320699557°N,1.49041552282024°E 720 msnm                              |                                            | Salats                    | Modifica les dades a Wikidata |
|        | Salomons                     | Vallferosa | masia        | Estat: ruïnós                                | 41° 53′ 21″ N, 1° 25′ 54″ E / 41.88916°N,1.431726°E 814 msnm                                              |                                            | Salomons                  | Modifica les dades a Wikidata |
|        | Sisquella                    | Vallferosa | masia        |                                              | 41° 52′ 38″ N, 1° 27′ 15″ E / 41.877122°N,1.454249°E 734 msnm                                             |                                            |                           | Modifica les dades a Wikidata |
|        | Socarrats                    | Vallferosa | masia        | Estil: arquitectura popular                  | 41° 51′ 05″ N, 1° 24′ 57″ E / 41.8514°N,1.415921°E 592 msnm                                               | bé integrant del patrimoni cultural català | Socarrats (Torà)          | Modifica les dades a Wikidata |
|        | Soldevila                    | Llanera    | masia        | Estil: arquitectura popular                  | 41° 51′ 28″ N, 1° 30′ 08″ E / 41.857828°N,1.50236°E 687 msnm                                              | bé integrant del patrimoni cultural català | Soldevila (Torà)          | Modifica les dades a Wikidata |
|        | Tillons                      | Llanera    | masia        |                                              | 41° 52′ 53″ N, 1° 29′ 12″ E / 41.881473°N,1.486748°E 705 msnm                                             |                                            |                           | Modifica les dades a Wikidata |
|        | Vendrells                    | Sant Serni | masia        |                                              | 41° 50′ 37″ N, 1° 29′ 23″ E / 41.843645496179°N,1.48981809879137°E 697 msnm                               |                                            |                           | Modifica les dades a Wikidata |
|        | Xarpell                      | Torà       | masia        | Estat: ruïnós                                | 41° 48′ 33″ N, 1° 23′ 33″ E / 41.8092510659339°N,1.3924055839676°E 430 msnm                               |                                            | Xarpell (Torà)            | Modifica les dades a Wikidata |
|        | el Boix                      | Sant Serni | masia        | Estil: arquitectura popular                  | 41° 50′ 20″ N, 1° 28′ 53″ E / 41.838928°N,1.481434°E 651 msnm                                             | bé integrant del patrimoni cultural català | El Boix                   | Modifica les dades a Wikidata |
|        | el Coll                      | Llanera    | masia        |                                              | 41° 53′ 53″ N, 1° 29′ 04″ E / 41.8980449470096°N,1.48435374766316°E 795 msnm                              |                                            | El Coll (Llanera)         | Modifica les dades a Wikidata |
|        | el Fusteró                   | Llanera    | masia        |                                              | 41° 53′ 26″ N, 1° 30′ 03″ E / 41.890491°N,1.500972°E 781 msnm                                             |                                            |                           | Modifica les dades a Wikidata |
|        | el Pla de Salomons           | Vallferosa | masia        |                                              | 41° 53′ 35″ N, 1° 25′ 49″ E / 41.8929335333461°N,1.4303760087204°E 807 msnm                               |                                            |                           | Modifica les dades a Wikidata |
|        | el Soler de Puig-redon       | Fontanet   | masia        | Estil: arquitectura popular                  | 41° 50′ 23″ N, 1° 24′ 06″ E / 41.8397°N,1.40155°E ca:Puig-redon 597 msnm                                  | bé integrant del patrimoni cultural català | El Soler de Puig-redon    | Modifica les dades a Wikidata |
|        | el Solà de Fontanet          | Fontanet   | masia        |                                              | 41° 50′ 09″ N, 1° 26′ 10″ E / 41.835754°N,1.436209°E 510 msnm                                             |                                            | El Solà de Fontanet       | Modifica les dades a Wikidata |
|        | els Traus                    | Vallferosa | masia        |                                              | 41° 52′ 26″ N, 1° 27′ 34″ E / 41.873961°N,1.459459°E 760 msnm                                             |                                            |                           | Modifica les dades a Wikidata |
|        | l'Alzina                     | Llanera    | masia        |                                              | 41° 52′ 16″ N, 1° 28′ 13″ E / 41.870979°N,1.470336°E 685 msnm                                             |                                            |                           | Modifica les dades a Wikidata |
|        | la Casanova de Puig-redon    | Fontanet   | masia        | Estil: arquitectura popular                  | 41° 50′ 19″ N, 1° 24′ 35″ E / 41.838476°N,1.409742°E ca:Puig-redon 576 msnm                               | bé integrant del patrimoni cultural català | La Casanova de Puig-redon | Modifica les dades a Wikidata |
|        | la Caseta                    | Vallferosa | masia        |                                              | 41° 51′ 07″ N, 1° 25′ 33″ E / 41.851838°N,1.425701°E 563 msnm                                             |                                            |                           | Modifica les dades a Wikidata |
|        | la Petja                     | Claret     | masia        | Estil: arquitectura popular                  | 41° 49′ 27″ N, 1° 29′ 24″ E / 41.8241°N,1.48995°E 734 msnm                                                | bé integrant del patrimoni cultural català | La Petja                  | Modifica les dades a Wikidata |
|        | la Serra                     | Llanera    | masia        |                                              | 41° 52′ 49″ N, 1° 28′ 46″ E / 41.880376°N,1.479474°E 740 msnm                                             |                                            |                           | Modifica les dades a Wikidata |
|        | la Torre                     | Vallferosa | masia        |                                              | 41° 53′ 12″ N, 1° 27′ 24″ E / 41.8866509571669°N,1.45657608301448°E 816 msnm                              |                                            |                           | Modifica les dades a Wikidata |
|        | la Torreta                   | Torà       | masia        |                                              | 41° 47′ 34″ N, 1° 21′ 47″ E / 41.7928776467785°N,1.36311193842415°E 517 msnm                              |                                            | La Torreta (Torà)         | Modifica les dades a Wikidata |
|        | la Vilella                   | Vallferosa | masia        | Estil: arquitectura popular                  | 41° 52′ 48″ N, 1° 25′ 39″ E / 41.879994°N,1.427556°E 769 msnm                                             | bé integrant del patrimoni cultural català | La Vilella (Torà)         | Modifica les dades a Wikidata |
|        | les Feixes de Cellers        | Cellers    | masia        | Estil: arquitectura popular                  | 41° 48′ 28″ N, 1° 27′ 44″ E / 41.807776°N,1.462328°E 497 msnm                                             | bé integrant del patrimoni cultural català | Les Feixes de Cellers     | Modifica les dades a Wikidata |
|        | les Feixes de Puig-redon     | Fontanet   | masia        | Estil: arquitectura popular                  | 41° 50′ 42″ N, 1° 24′ 22″ E / 41.844883°N,1.406054°E ca:Puig-redon 574 msnm                               | bé integrant del patrimoni cultural català | Les Feixes de Puig-redon  | Modifica les dades a Wikidata |
|        | les Viles                    | Sant Serni | masia        | Estil: arquitectura popular                  | 41° 50′ 58″ N, 1° 28′ 45″ E / 41.849401°N,1.479277°E 645 msnm                                             | bé integrant del patrimoni cultural català | Les Viles                 | Modifica les dades a Wikidata |
|        | Òrrius                       | Llanera    | masia        |                                              | 41° 53′ 08″ N, 1° 29′ 44″ E / 41.885574°N,1.495507°E 672 msnm                                             |                                            | Òrrius (Llanera)          | Modifica les dades a Wikidata |

## molí d'aigua
| imatge | Nom              | Ubicat a | instància de | Detalls                                   | coordenades                                                                                      | Protecció                                  | Commons (més fotos) | Dades a WD                    |
| ------ | ---------------- | -------- | ------------ | ----------------------------------------- | ------------------------------------------------------------------------------------------------ | ------------------------------------------ | ------------------- | ----------------------------- |
|        | Molí de Fontanet | Fontanet | molí d'aigua | Estil: arquitectura popular               | 41° 49′ 26″ N, 1° 25′ 19″ E / 41.823793°N,1.421897°E ca:Fontanet 445 msnm                        | bé integrant del patrimoni cultural català | Molí de Fontanet    | Modifica les dades a Wikidata |
|        | Molí de Llanera  | Llanera  | molí d'aigua | Estil: arquitectura popular Estat: ruïnós | 41° 52′ 07″ N, 1° 29′ 04″ E / 41.868613888889°N,1.4844194444444°E ca:Castell de Llanera 550 msnm | bé cultural d'interès local                | Molí de Llanera     | Modifica les dades a Wikidata |
|        | Molí del Duch    | Torà     | molí d'aigua | Estil: arquitectura popular 18th century  | 41° 48′ 48″ N, 1° 24′ 26″ E / 41.813312°N,1.407257°E ca:Dreta el riu Llanera 432 msnm            | bé integrant del patrimoni cultural català |                     | Modifica les dades a Wikidata |

## muntanya
| imatge | Nom                  | Ubicat a                        | instància de | Detalls | coordenades                                                                    | Protecció | Commons (més fotos)  | Dades a WD                    |
| ------ | -------------------- | ------------------------------- | ------------ | ------- | ------------------------------------------------------------------------------ | --------- | -------------------- | ----------------------------- |
|        | Claret               | Claret                          | muntanya     |         | 41° 48′ 58″ N, 1° 27′ 36″ E / 41.816157°N,1.459914°E 687 msnm                  |           |                      | Modifica les dades a Wikidata |
|        | Puig-oriol           | Torà Castellfollit de Riubregós | muntanya     |         | 41° 48′ 07″ N, 1° 25′ 35″ E / 41.801833°N,1.426476°E Serra de Cellers 571 msnm |           | Puig-oriol           | Modifica les dades a Wikidata |
|        | Serrat Rodó          | Pinós Torà                      | muntanya     |         | 41° 53′ 44″ N, 1° 30′ 07″ E / 41.89548333°N,1.50207167°E 817 msnm              |           |                      | Modifica les dades a Wikidata |
|        | Tossal de Bellera    | Torà                            | muntanya     |         | 41° 50′ 38″ N, 1° 25′ 15″ E / 41.84375°N,1.42088611°E 561 msnm                 |           |                      | Modifica les dades a Wikidata |
|        | Tossal de Sant Donat | Torà                            | muntanya     |         | 41° 48′ 50″ N, 1° 25′ 33″ E / 41.813817°N,1.425921°E 644 msnm                  |           |                      | Modifica les dades a Wikidata |
|        | Tossal de la Creu    | Torà Biosca                     | muntanya     |         | 41° 50′ 48″ N, 1° 24′ 07″ E / 41.8465649784°N,1.40207143007°E 658 msnm         |           | Tossal de Puig-redon | Modifica les dades a Wikidata |
|        | Tossal de la Morera  | Torà                            | muntanya     |         | 41° 48′ 01″ N, 1° 23′ 39″ E / 41.80015417°N,1.39420278°E 472 msnm              |           | Tossal de la Morera  | Modifica les dades a Wikidata |
|        | Tossals d'Escomelles | Torà                            | muntanya     |         | 41° 48′ 12″ N, 1° 25′ 52″ E / 41.803372°N,1.43104°E Serra de Cellers 507 msnm  |           | Tossals d'Escomelles | Modifica les dades a Wikidata |
|        | la Guixera           | Biosca Torà                     | muntanya     |         | 41° 49′ 02″ N, 1° 22′ 41″ E / 41.817205°N,1.378042°E 480 msnm                  |           | La Guixera (Torà)    | Modifica les dades a Wikidata |
|        | la Pinada            | Torà Ivorra                     | muntanya     |         | 41° 46′ 38″ N, 1° 24′ 39″ E / 41.77732778°N,1.41093333°E 616 msnm              |           | La Pinada (Torà)     | Modifica les dades a Wikidata |

## oratori
| imatge | Nom                   | Ubicat a | instància de | Detalls                     | coordenades                                                                                       | Protecció                   | Commons (més fotos)   | Dades a WD                    |
| ------ | --------------------- | -------- | ------------ | --------------------------- | ------------------------------------------------------------------------------------------------- | --------------------------- | --------------------- | ----------------------------- |
|        | Pilaret de Cal Tanyot | Cellers  | oratori      | Estil: arquitectura popular | 41° 48′ 50″ N, 1° 29′ 42″ E / 41.8139°N,1.49487°E ca:Serra de Cellers, sobre el Monestir 695 msnm | bé cultural d'interès local | Pilaret de Cal Tanyot | Modifica les dades a Wikidata |
|        | Pilaret de la Petja   | Cellers  | oratori      | Estil: arquitectura popular | 41° 49′ 25″ N, 1° 29′ 31″ E / 41.8235°N,1.49203°E 740 msnm                                        | bé cultural d'interès local | Pilaret de la Petja   | Modifica les dades a Wikidata |

## porta de ciutat
| imatge | Nom                     | Ubicat a | instància de    | Detalls                                  | coordenades                                                                                            | Protecció                   | Commons (més fotos)            | Dades a WD                    |
| ------ | ----------------------- | -------- | --------------- | ---------------------------------------- | --- | --------------------------- | ------------------------------ | ----------------------------- |
|        | Portal Vell de l'Ofrera | Torà     | porta de ciutat |                                          | 41° 48′ 46″ N, 1° 24′ 11″ E / 41.812791666667°N,1.4029472222222°E ca:Pl. del Vall - C. Ofrera 437 msnm | bé cultural d'interès local | Portal Vell de l'Ofrera (Torà) | Modifica les dades a Wikidata |
|        | Portal de l'Aguda       | l'Aguda  | porta de ciutat | Estil: arquitectura popular              | 41° 49′ 06″ N, 1° 24′ 03″ E / 41.818298°N,1.400937°E ca:L'Aguda 593 msnm                               | bé cultural d'interès local | Portal de l'Aguda              | Modifica les dades a Wikidata |
|        | Portal de la Vila       | Torà     | porta de ciutat | Estil: arquitectura popular 18th century | 41° 48′ 45″ N, 1° 24′ 14″ E / 41.812393°N,1.403817°E ca:Pl. Vila-vella, C. Nou 442 msnm                | bé cultural d'interès local | Portal de la Vila              | Modifica les dades a Wikidata |
|        | Portal del Pati         | Torà     | porta de ciutat | Estil: arquitectura popular 16th century | 41° 48′ 43″ N, 1° 24′ 13″ E / 41.811971°N,1.403578°E ca:Carrer Nou 437 msnm                            | bé cultural d'interès local | Portal del Pati                | Modifica les dades a Wikidata |

## serra
| imatge | Nom                           | Ubicat a                                         | instància de | Detalls        | coordenades                                                         | Protecció | Commons (més fotos)           | Dades a WD                    |
| ------ | ----------------------------- | ------------------------------------------------ | ------------ | -------------- | ------------------------------------------------------------------- | --------- | ----------------------------- | ----------------------------- |
|        | El Collet Alt                 | Torà                                             | serra        |                | 41° 49′ 55″ N, 1° 27′ 19″ E / 41.832059°N,1.455296°E 653 msnm       |           | El Collet Alt                 | Modifica les dades a Wikidata |
|        | Serra de Cellers              | Torà Castellfollit de Riubregós la Molsosa Pinós | serra        | Llarg: 8.7km   | 41° 47′ 55″ N, 1° 27′ 27″ E / 41.79853333°N,1.45736389°E 778 msnm   |           | Serra de Cellers              | Modifica les dades a Wikidata |
|        | Serra de Claret               | Torà Pinós                                       | serra        |                | 41° 49′ 20″ N, 1° 29′ 25″ E / 41.8221°N,1.49034°E 747 msnm          |           | Serra de Claret               | Modifica les dades a Wikidata |
|        | Serra de Pinós                | Pinós Torà                                       | serra        | Llarg: 17.24km | 41° 50′ 01″ N, 1° 31′ 44″ E / 41.83366808°N,1.52875278°E 928 msnm   |           | Serra de Pinós (Pinós)        | Modifica les dades a Wikidata |
|        | Serra de Sant Donat           | Torà                                             | serra        |                | 41° 48′ 48″ N, 1° 25′ 36″ E / 41.8134°N,1.42671°E 644 msnm          |           | Serra de Sant Donat           | Modifica les dades a Wikidata |
|        | Serra de Sant Salvador (Torà) | Torà                                             | serra        |                | 41° 52′ 20″ N, 1° 28′ 14″ E / 41.87214444°N,1.47043056°E 845.9 msnm |           | Serra de Sant Salvador (Torà) | Modifica les dades a Wikidata |
|        | Serrat d'Ollers               | Torà                                             | serra        |                | 41° 51′ 20″ N, 1° 27′ 19″ E / 41.85558333°N,1.45537222°E 642.2 msnm |           |                               | Modifica les dades a Wikidata |
|        | Serrat dels Moros (Torà)      | Torà                                             | serra        |                | 41° 52′ 46″ N, 1° 25′ 23″ E / 41.87931389°N,1.42302778°E 762 msnm   |           |                               | Modifica les dades a Wikidata |
|        | serra de l'Aguda              | Biosca Torà                                      | serra        |                | 41° 49′ 38″ N, 1° 22′ 45″ E / 41.82719722°N,1.37923611°E 608 msnm   |           | Serra de l'Aguda              | Modifica les dades a Wikidata |

## vèrtex geodèsic
| imatge | Nom          | Ubicat a | instància de    | Detalls   | coordenades                                                       | Protecció | Commons (més fotos) | Dades a WD                    |
| ------ | ------------ | -------- | --------------- | --------- | ----------------------------------------------------------------- | --------- | ------------------- | ----------------------------- |
|        | Clarets      | Torà     | vèrtex geodèsic | Alt: 1.2m | 41° 48′ 58″ N, 1° 27′ 36″ E / 41.816147°N,1.459912°E 687.29 msnm  |           |                     | Modifica les dades a Wikidata |
|        | Cruz         | Torà     | vèrtex geodèsic | Alt: 1.2m | 41° 50′ 48″ N, 1° 24′ 07″ E / 41.846578°N,1.402067°E 657.728 msnm |           |                     | Modifica les dades a Wikidata |
|        | La Aguda     | Torà     | vèrtex geodèsic | Alt: 1.2m | 41° 49′ 05″ N, 1° 24′ 12″ E / 41.818102°N,1.403237°E 611.247 msnm |           |                     | Modifica les dades a Wikidata |
|        | San Salvador | Torà     | vèrtex geodèsic | Alt: 1.2m | 41° 53′ 13″ N, 1° 27′ 44″ E / 41.88708°N,1.462357°E 854.044 msnm  |           |                     | Modifica les dades a Wikidata |

## Misc
| imatge | Nom                                  | Ubicat a   | instància de                   | Detalls                                                               | coordenades                                                                                                 | Protecció                                            | Commons (més fotos)                      | Dades a WD                    |
| ------ | ------------------------------------ | ---------- | ------------------------------ | --------------------------------------------------------------------- | --- | ---------------------------------------------------- | ---------------------------------------- | ----------------------------- |
|        | Antiga muralla de Torà               | Torà       | muralla urbana                 | Estil: arquitectura popular 15th century                              | 41° 48′ 47″ N, 1° 24′ 16″ E / 41.813006°N,1.404311°E ca:Al cap de la vila 443 msnm                          | bé d'interès cultural bé cultural d'interès nacional | Antiga muralla de Torà                   | Modifica les dades a Wikidata |
|        | Casa de la Vila de Torà              | Torà       | casa consistorial              | Estil: arquitectura del Renaixement arquitectura popular 16th century | 41° 48′ 47″ N, 1° 24′ 10″ E / 41.813°N,1.40282°E ca:Pl. del Vall, 1 437 msnm                                | bé cultural d'interès local                          | Casa de la Vila de Torà                  | Modifica les dades a Wikidata |
|        | Comunidor de Santa Maria de sa Serra | Torà       | comunidor                      | Estil: arquitectura popular                                           | 41° 51′ 46″ N, 1° 26′ 00″ E / 41.862888888889°N,1.4332055555556°E ca:Vallferosa, davant l'església 661 msnm | bé integrant del patrimoni cultural català           | Comunidor de Santa Maria de Vallferosa   | Modifica les dades a Wikidata |
|        | Les Valls (Torà)                     | Torà       | indret                         |                                                                       | 41° 48′ 28″ N, 1° 25′ 17″ E / 41.807749°N,1.421306°E 452 msnm                                               |                                                      | Les Valls (Torà)                         | Modifica les dades a Wikidata |
|        | Molí de la Font                      | Torà       | molí Ús: trull                 | Estil: arquitectura popular                                           | 41° 48′ 43″ N, 1° 24′ 16″ E / 41.811958333333°N,1.4044944444444°E ca:pl. de la Font, 10 434 msnm            | bé cultural d'interès local                          | Molí de la Font                          | Modifica les dades a Wikidata |
|        | Monument a la Puríssima de l'Aguda   | Torà       | monument                       | Estil: arquitectura popular                                           | 41° 48′ 59″ N, 1° 24′ 07″ E / 41.816271°N,1.40187°E 530 msnm                                                | bé integrant del patrimoni cultural català           | Monument a la Puríssima de l'Aguda       | Modifica les dades a Wikidata |
|        | Passos coberts de Torà               | Torà       | passatge                       |                                                                       | 41° 48′ 46″ N, 1° 24′ 11″ E / 41.812672222222°N,1.4031861111111°E                                           | bé cultural d'interès local                          | Passos coberts de Torà                   | Modifica les dades a Wikidata |
|        | Polígon industrial L'Aguda           | Torà       | polígon industrial             |                                                                       | 41° 48′ 52″ N, 1° 23′ 59″ E / 41.8143069894528°N,1.39973142767638°E                                         |                                                      |                                          | Modifica les dades a Wikidata |
|        | Pont de les Merites                  | Torà       | pont                           | Estil: arquitectura popular 18th century Travessa: riera de Llanera   | 41° 48′ 47″ N, 1° 24′ 20″ E / 41.812931°N,1.405594°E ca:Av. de l'Aguda 436 msnm                             | bé cultural d'interès local                          | Pont de les Merites                      | Modifica les dades a Wikidata |
|        | Porxada de la plaça de l'Església    | Torà       | porxe                          | Estil: arquitectura popular                                           | 41° 48′ 46″ N, 1° 24′ 14″ E / 41.812713°N,1.403788°E 446 msnm                                               | bé cultural d'interès local                          | Porxada de la plaça de l'Església (Torà) | Modifica les dades a Wikidata |
|        | Pou de gel de Torà                   | Torà       | pou de neu                     | Estil: arquitectura popular                                           | 41° 48′ 39″ N, 1° 24′ 15″ E / 41.810844°N,1.404289°E ca:Pl. de la Creu 436 msnm                             | bé cultural d'interès local                          | Pou de gel (Torà)                        | Modifica les dades a Wikidata |
|        | Pou dels Horts de Sant Serni         | Sant Serni | pou                            | Estil: arquitectura popular                                           | 41° 50′ 31″ N, 1° 27′ 53″ E / 41.841844444444°N,1.4646472222222°E ca:a l'entrada de Sant Serni 593 msnm     | bé cultural d'interès local                          | Pou dels Horts de Sant Serni             | Modifica les dades a Wikidata |
|        | Sarcòfags medievals de Claret        | Claret     | sarcòfag element arquitectònic |                                                                       | 41° 49′ 13″ N, 1° 27′ 53″ E / 41.820283333333°N,1.4646361111111°E ca:Pl. de l'Església 646 msnm             | bé cultural d'interès local                          | Sarcòfags medievals de Claret            | Modifica les dades a Wikidata |
|        | antic Forn de Pa                     | Torà       | forn de pa                     | Estil: arquitectura popular 16th century                              | 41° 48′ 45″ N, 1° 24′ 13″ E / 41.812555°N,1.403734°E ca:Carrer del Forn 441 msnm                            | bé cultural d'interès local                          | Antic Forn de Pa (Torà)                  | Modifica les dades a Wikidata |
|        | cementiri de Torà                    | Torà       | cementiri                      | Estil: arquitectura eclèctica arquitectura popular 19th century       | 41° 48′ 48″ N, 1° 24′ 16″ E / 41.813197222222°N,1.4044694444444°E 434 msnm                                  | bé cultural d'interès local                          | Torà Cemetery                            | Modifica les dades a Wikidata |
|        | dolmen de Llanera                    | Llanera    | dolmen                         |                                                                       | 41° 53′ 55″ N, 1° 28′ 33″ E / 41.8987°N,1.47578°E ca:a prop de la Vila de la Gola dels Bous 856 msnm        | bé cultural d'interès local                          | Dolmen de Llanera                        | Modifica les dades a Wikidata |